# Гуридский султанат
Гури́дский султана́т (перс. سلسله غوریان‎, Shansabānīān) — средневековое государство во главе с мусульманской таджикской династией , существовавшее на территории современного Афганистана, Бангладеш, Индии, Ирана, Пакистана, Таджикистана, Туркмении, Узбекистана, Непала и Мьянмы с 1148 по 1206 год. Правящая династия — Гуриды, происходившие из рода Сури, от имени Амира Сури, первого вождя племени Гур в местности Мандеш.
Центром государства была область Гур (отсюда название). Столицами были города Фирузкух и Газни. Династия свергла государство Газневидов в 1186 году, когда султан Муиз ад-Дин Мухаммад из Гура завоевал последнюю столицу Газневидов Лахор . Империя Гуридов охватывала Хорасан на западе и достигла Северной Индии и Бенгалии на востоке. Их первой столицей был Фирузкух в Мандеше (Гуре), который позже был заменен Гератом, в то время как Газни и Лахор использовались в качестве дополнительных столиц, особенно в зимние месяцы.

## Название государства

Провинция Гор (современный Афганистан)

Название Гури́дский султана́т происходит от провинции и местности Гур (современный Афганистан), который в свою очередь происходит от индоевропейского и согдийского слова гор-/гур- («гора»). Сами же Гуриды называли себя Шансабани́ (перс. شنسبانی), а свою династию Шансабаниа́н. По мнению востоковеда Клиффорда Эдмунда, фактическое название семьи Гуридов, Āl-e Šansab (перс. Šansabānī), является арабским произношением исконно среднеперсидского имени Вишнасп. В некоторых персидских источниках также встречается название Гуриста́н. Так, Абу-ль-Фадль Байхаки, персидский историк времён Газневидов, в свой книге «Тарих-и Байхаки» пишет:
Султан Масуд пошел в Гуристан и взял своего ученого спутника с двумя людьми из Гура в качестве переводчиков между ним и людьми этого региона

## История

### Ранняя история

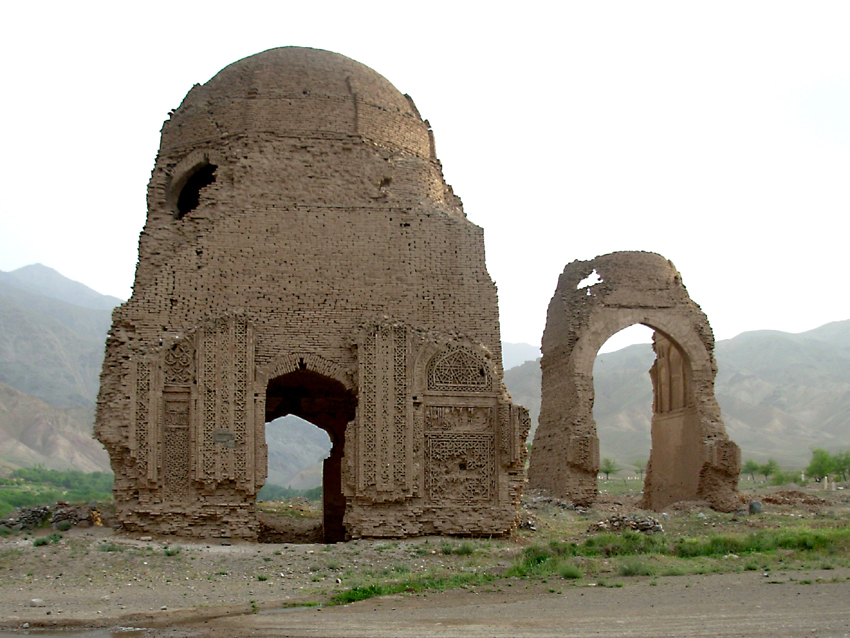
Западный мавзолей Чишта построенный в 1167 году

Гуридский малик по имени Амир Банджи, предок Амира Сури был правителем Гура и предком средневековых правителей Гура. Его правление было узаконено Аббасидским халифом Харун ар-Рашидом. До середины XII века провинция Гур входила в составе государств Саманидов, Газневидов и Сельджуков как самоуправляемый регион около 150 лет. Начиная с XII века, Гуриды объявили свою независимость от Газневидов, а позже от Сельджуков.
После завоевания Гура Махмудом Газневи в 1011 году, династия Гуридов перешла из буддизма в ислам суннитского толка. Абу Али ибн Мухаммад (царствовал в 1011—1035 годах) был первым мусульманским правителем династии Гуридов, который строил мечети и исламские школы в Гуре.

### Основание султаната
Во времена правления Ала ад-Дина Хусейна II (1150—1161 года), Гуриды впервые объявили миру о себе. Именно во времена Хусейна Гур превратился из маленького государства в султанат. Собрав значительную армию, он разбил газневидского султана Бахрам-шаха, овладел Газни и поставил там правителем своего брата Сури. Бахрам-шах вернулся с войском из Индостана, разбил Сури, овладел Газни и предал Сури мучительной смерти. Ала ад-Дин Хусейн явился мстителем за брата, разбил Бахрам-шаха в трёх сражениях и вновь овладел Газни, предав город грабежу и пламени, он выместил всю злобу на Газневидов и отомстил за своих убитых братьев; на обратном пути он также производил страшные опустошения и жестокости, почему и получил прозвание Джахансуз («Сжигатель мира» или «Миросжигатель»)[2]. Потом он возмутился против сельджукского султана Санджара, но был им побеждён и взят в плен. Ала ад-Дин Хусейн снискал расположение победителя своим весёлым характером и остроумием, так что Санджар отдал ему обратно Гур в управление за выкуп[3].

### Султанат на пике

Гуридский султанат на глобусе

Во времена правления султана Гийас ад-Дина и его брата Муизз ад-Дина Гуридский султанат достиг пика могущества. Империя простиралась от Ирана на западе и до Бенгалии на востоке и от Таджикистана на севере и до Северной Индии на юге.
Когда Гийас ад-Дин взошел на трон, его брат Муизз ад-дин помог ему убить соперника — гуридского вождя по имени Абу-ль-Аббас. Подавив восстание, он решил убить наместника сельджуков в Герате и решил продолжить свои завоевания. Захватил Заминдавар, Бадгис, Гарчистан и Гузган. Он пощадил своего дядю Фахр ад-Дина и восстановил его в качестве правителя Бамиана. Фахр ад-Дин позднее умер, и его наследником был его же сын Шамс ад-Дин Мухаммад ибн Масуд (1163—1192), который быстро захватил Балх, Чаганиан, Вахш, Джарум, Бадахшан и Шугнан у Каракитайского ханства и таким образом получил титул султана от Гийаса[4].
В 1173 году Муизз ад-дин Мухаммад отвоевал город Газни и помогал своему брату Гийас ад-Дину в его борьбе с государством Хорезмшахов за господство в Хорасане.

После того как он помог своему брату расширить западные границы султаната, он начал сосредоточивать своё внимание на Индии. Кампания Муизз ад-Дина против карматских правителей Мултана в 1175 году закончилась победой[5]. Он повернул на юг и повел свою армию из Мултана в Уч, а затем через пустыню к столице царства Чалукьев Анхилваре (современный Патан в Гуджарате) в 1178 году. По дороге Муизз ад-Дин потерпел поражение в битве при Касахраде, во время своей первой кампании против индийского правителя[5]. Гуджаратом правил молодой правитель Чалукьев Мулараджа II. К нему на подкрепление прибыли ряд вассальных правителей со своими войсками[6]. Армия Муизза сильно пострадала во время марша через пустыню, а Чалукьи нанесли ему крупное поражение в битве при деревне Кайдара (недалеко от Маунт-Абу, примерно в сорока милях к северо-востоку от Анхилвары)[5]. Вторгшаяся армия понесла тяжелые потери во время сражения, а также при отступлении назад через пустыню к Мултану[5]. Однако Муизз смог взять Пешавар и Сиалкот.

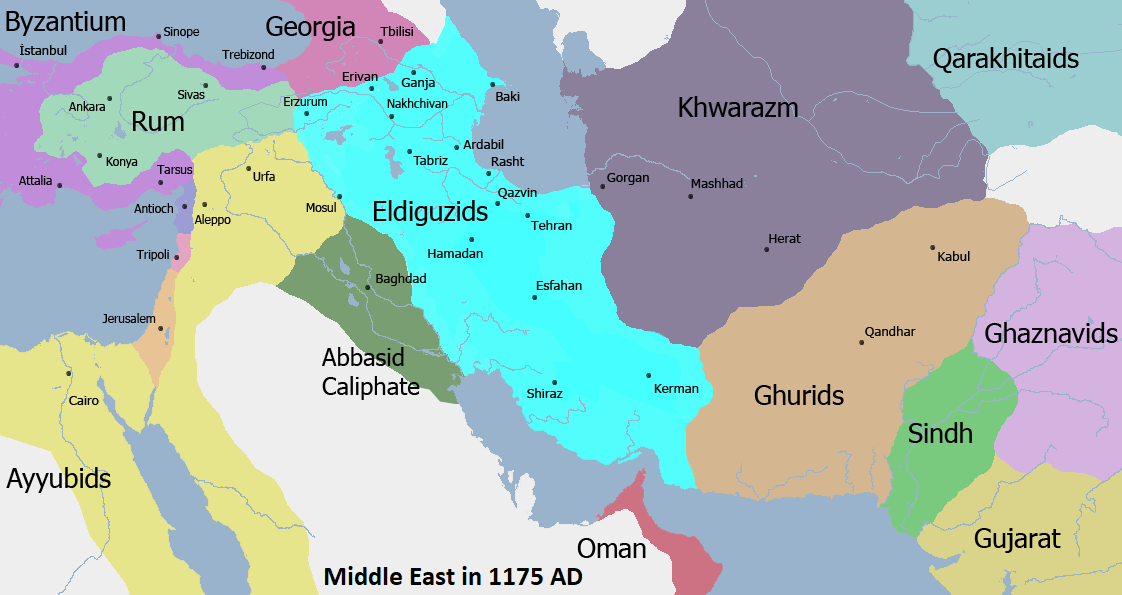
Гуридский Султанат в 1175
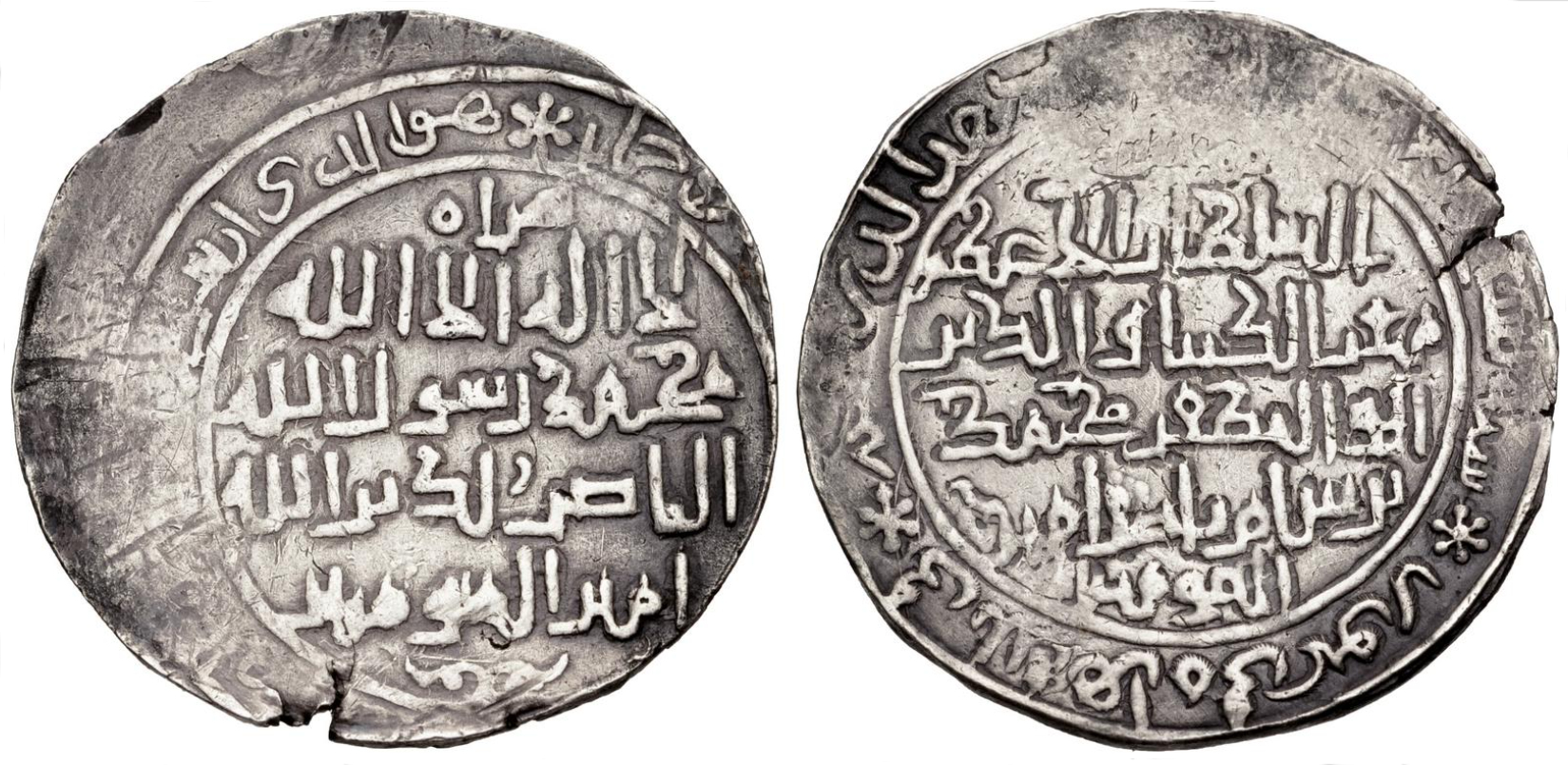
Серебренные монеты Гийас ад-Дина Мухаммада Гури
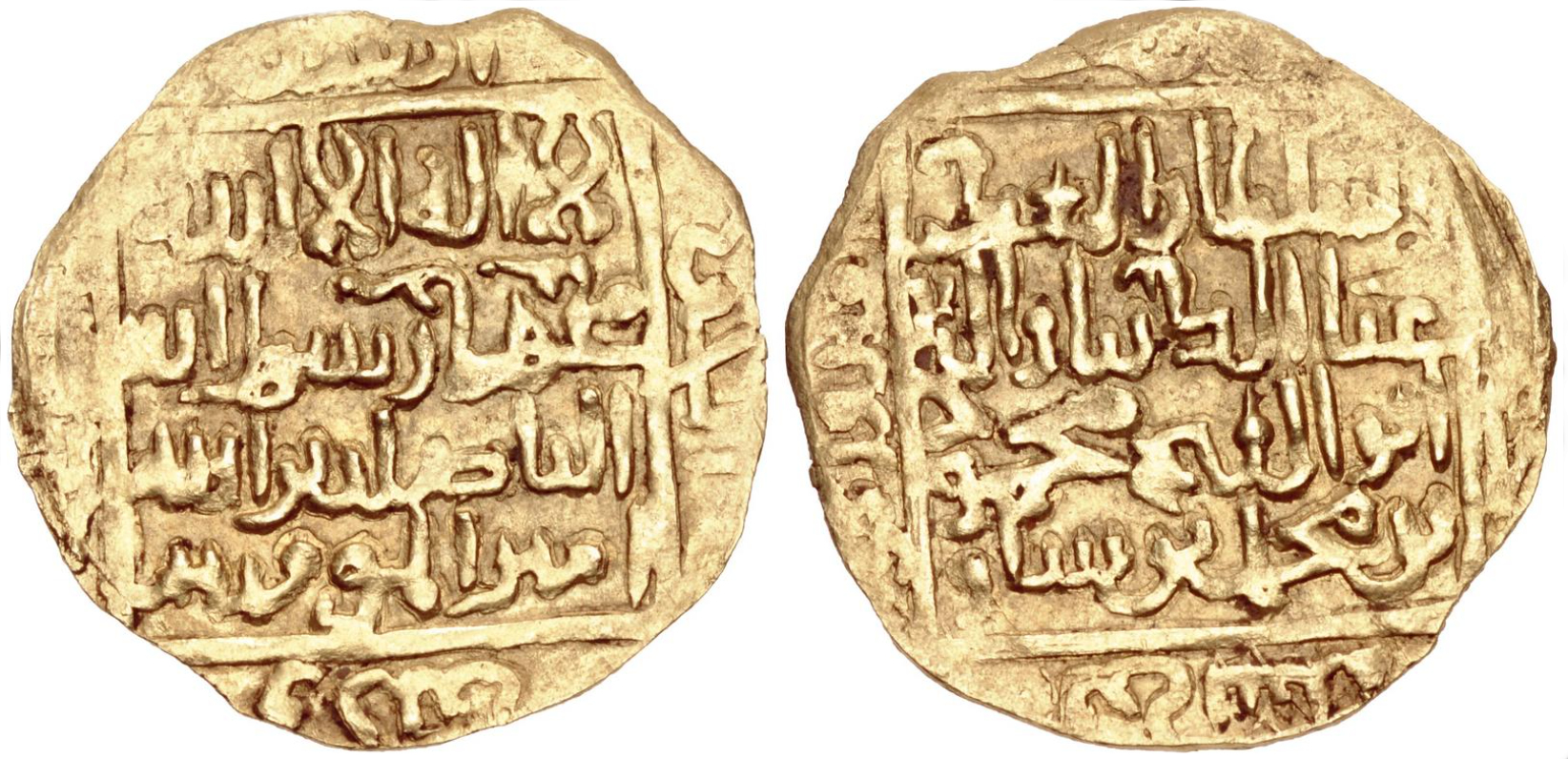
Золотые монеты Гийас ад-Дина Мухаммада Гури
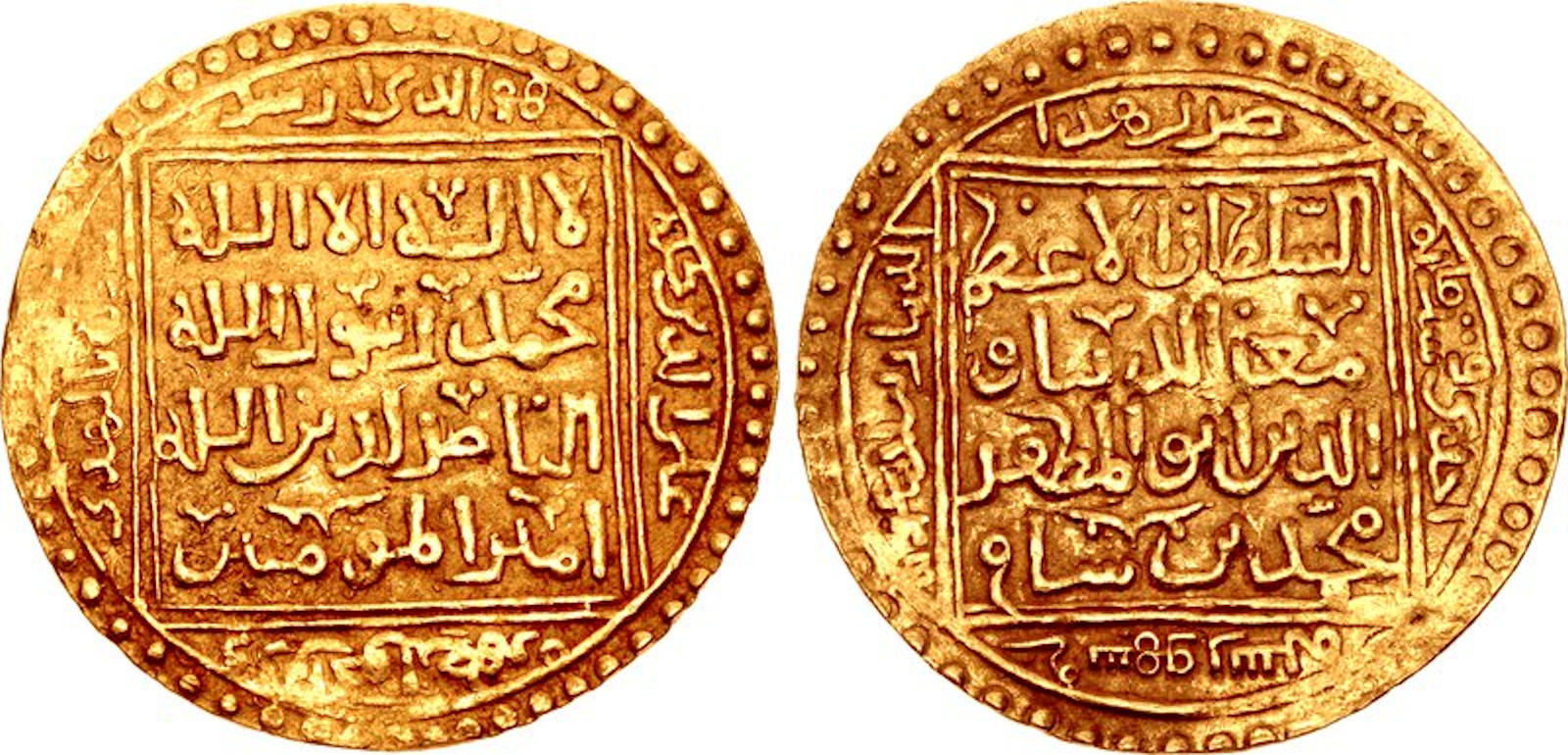
Золотые монеты Муизз ад-Дина Мухаммада Гури
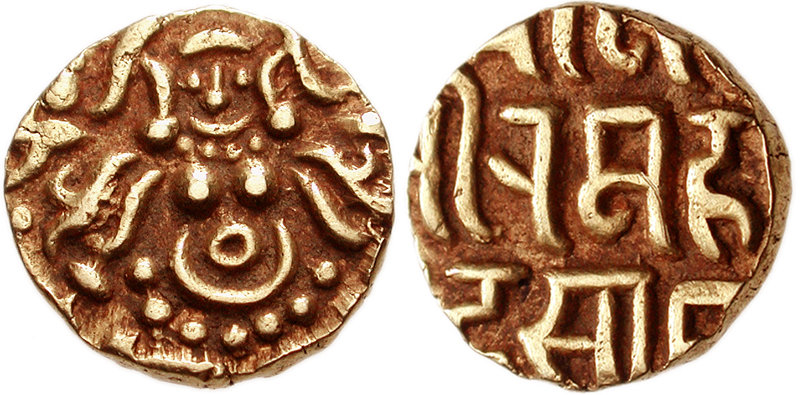
Индийские монеты Муизз ад-Дина Мухаммада Гури

В 1186 году Муизз вместе со своим старшим братом и соправителем Гийасом положил конец династии Газневидов, захватив Лахор и казнив правителя Газневидов Хосрова-Малика-шаха, тем самым отомстив за своих предков[7]. Этот город стал началом его походов в Индию. Муиз также вместе с правителями Бамиана и Систана и помог Гийасу разгромить войска Султан-шаха при Мерве в 1190 году. Он также аннексировал большую часть территорий последнего в Хорасане.
Сражение ознаменовалось первой атакой конных мамлюкских лучников, на которую Притхвирай ответил контратакой с трех сторон и таким образом доминировал в битве. Муизз смертельно ранил принца Говинда Тая в личном бою и сам был ранен, после чего его армия отступила[9], уступив победу армии Притвираджа[10].
По словам Риммы Худжи и Каушика Роя, Говинд Тал был ранен Муизз ад-Дином Гури, а позже сражался во второй битве при Тараине, где был убит[11][12].
Вернувшись в Гур, Муизз ад-Дин приготовился отомстить за поражение. Согласно Фериште, армия раджпутов состояла из 3000 слонов, 300 000 кавалеристов и пехоты (скорее всего, грубое преувеличение)[13]. Усман Джузджани сообщал, что Муизз ад-Дин прибыл на битву в 1192 году со 120 000 полностью вооруженных людей[13]. Вторая Битва при Тараине оказалась очень успешной и он полностью захватил всю Северную Индию всего за 3 года.
Гулямский полководец Кутб ад-Дин Айбак в 1193 году взял город Аджмер, столицу царства Чаухан и вскоре установил контроль династии Гуридов в Северной и Центральной Индии[14]. Мусульмане захватили ряд небольших индуистских княжеств. Затем войска Муизза ад-Дина выступили на Дели, захватив его вскоре после битвы при Чандваре и разгромив Раджу Джайчанду из Каннауджа[15]. В течение года Муиз ад-Дин контролировал Северный Раджастхан и северную часть региона Доаб между реками Ганг и Ямуна[16] . Царский престол в Аджмере был передан сыну Притхвираджа с условием, что он будет регулярно отправлять дань Гуридам.
Муизз ад-Дин вернулся на запад, в Газни, чтобы справиться с угрозой своим западным границам из-за беспорядков в Иране, но он назначил Айбака своим региональным наместником в Северной Индии. Его армии, в основном под командованием тюркских и халаджских генералов, таких как Мухаммад ибн Бахтияр Хильджи, продолжали продвигаться через Северную Индию, совершая набеги на восток вплоть до Бенгалии. Армия под предводительством Кутб ад-Дина Айбака, наместника Муизза в Индии, вторглась примерно в 1195—1197 годах и разграбила Анахилапатаку[17].
После смерти своего брата Гийас ад-Дина в 1202 году он стал преемником империи и правил до своего убийства в 1206 году около Джелама соратниками Хохара (в современном Пакистане).

## Сражения Гуридов

### Гуриды против Саффаридов
Известный завоеватель Якуб ибн Лейс из династии Саффаридов имел успехи в своих хорасанских походах и его государство простиралось от Ирака на западе и до Пакистана на востоке, но достоверно известно, что Амир Сури, основатель династии Гуридов, сражался с основателем династии Саффаридов Якубом ибн Лейсом, которому не удалось завоевать Гуристан.

### Гуриды против Газневидов
Конфликты между Гуридами и Газневидами продолжались десятилетия, основатель династии Гуридов Амир Сури и его сын Мухаммад ибн Сури были буддистами, хоть и носили мусульманские имена. Во времена правления Мухаммада ибн Сури в 1009 году, Гуриды впервые столкнулись с Газневидами, Мухаммад был побежден Махмудом Газневи, а его владения были завоеваны. По данным Джузджани, Мухаммад был пленён Махмудом, попавшись вместе с сыном Абу Али ибн Мухаммадом, они были доставлен в Газни, где Мухаммад умер от отравления. Впоследствии, все население Гуристана учили заповеди Ислама и были обращены из буддизма в ислам. Махмуд оставил его сына, Абу Али в живых и назначил губернатором Гура, Абу Али принял ислам и говорят, даже строил мечети. Но в 1035 Абу Али ибн Мухаммад был свергнут своим племянником Аббасом ибн Шитом.
Аббас правил 25 лет, пока дворяне из Гура не обратились к тогдашнему правителю Газневидов Ибрагиму Газневи. Ибрагим вступился за Гуридов и сверг Аббаса, трон перешел к его сыну Мухаммаду ибн Аббасу, который служил Газневидам 20 лет. Следующие правители Гуридов Кутб ад-Дин Хасан и его сын Изз ад-Дин Хусейн I унаследовали государство которое уже не платило дань Газневидам, но в нём царил племенной хаос и борьба за власть в Гуре, Кутб ад-Дин даже умер во время подавления восстания, но его сыну Изз ад-Дину удалось подавить его и расширить территории Гуристана, он правил 46 лет с 1100 по 1146 года.
После Изз ад-Дина к власти в 1146 году пришел его сын Сайф ад-Дин Сури, который разделил Гуристан между своими братьями, Гур достался Баха ад-Дину Саму I, Вазиристан Ала ад-Дину Хусейну, Варшад Варш достался Кутб ад-Дину Мухаммаду, которой построил город Фирузкух, будущую столицу Гуридского Султаната, Шихаб ад-Дин Мухаммад Харнак получил Мадин, а Фахр ад-Дин Масуд получил участок у реки Хари. Однако, в один момент что-то случилось и Сайф поссорился с братом Кутбом, который решил укрыться в Газни, но был отравлен султаном Бахрам-Шахом, правителем государства Газневидов.
Чтобы отомстить за своего брата, Сайф ад-Дин двинулся в сторону Газни в 1148 году и одержал победу в Первой битве при Газни, в то время как Бахрам бежал в Куррам. Собрав армию, Бахрам вернулся в Газни. Сайф отступил, но газневидская армия догнала его, и в Санг-и-Сурахе завязалась битва. Сайф был схвачен, а затем распят в Пули-Йак-Таке. После его смерти его сменил его брат Баха ад-Дин Сам I.
Баха ад-Дин продолжил дело своих братьев по строительству Фирузкуха и готовил армию для похода в Газни, чтобы отомстить за смерть двух своих братьев, но вскоре умер от естественных причин, прежде чем добрался до города. Ала ад-Дин Хусейн, младший брат Сайф ад-Дина, Кутб ад-Дина и Баха ад-Дина, взошел на трон Гуридов. Убийство его двух братьев стали раковой ошибкой Газневидов, обида и злоба которая движила Гуридами не останавливалась, а только увеличивалась.
Чтобы отомстить за смерть своих братьев, Ала ад-Дин начал кампанию против Бахрам-шаха в 1150 году. Армии Газневидов и Гуридов встретились в Тигинабаде, и героическими усилиями Хармиля Сам-и Хусейна и Хармиля Сам-и Банджи армия Газневидов была разгромлена. Бахрам собрал части своей армии у горячих источников Джуш-и Об-и Гарм, но снова был разбит и бежал обратно в Газни. Бахрам снова собрал оставшиеся части своей армии с гарнизона города, но снова его армия была разбита и город был сожжен Гуридами. После этого поражения, Бахрам бежал на территории Газневидов в Индии. Затем Газни подверглась семидневным грабежам, в ходе которых было убито 60 000 жителей города. Все гробницы правителей Газневидов, за исключением Махмуда, Масуда и Ибрагима, были вскрыты, а останки сожжены. Он также разрушил город Буст. Из-за этих событий Ала ад-Дин Хусейн получил прозвище Джахансуз (тадж. Ҷаҳонсӯз — Поджигатель Мира).
Тем временем соперник Ала ад-Дина по имени Хусейн ибн Насир ад-Дин Мухаммад аль-Мадини захватил Фирузкух, но был убит в нужный момент, когда Ала ад-Дин вернулся, чтобы вернуть свои владения предков. Ала ад-Дин провел остаток своего правления в расширении владений своего государства, что из обычной провинции превратился в султанат; ему удалось завоевать Гарчистан, Тохаристан и Бамиан, которые он позже разделил между своими братьями. Умер в 1161 году, и престол унаследовал его сын Сайф ад-Дин Мухаммад. Но Сайф был предан и убит во время битвы в 1163 году близ Мерва братом Гуридского генерала Вармеш ибн Шита, которого Сайф ад-Дин казнил.
Затем Сайфа сменил Гийас ад-Дин Мухаммад Гури, который был сыном Баха ад-Дина Сама I и зарекомендовал себя как способный правитель. Сразу после вознесения, Гийас с помощью своего верного брата Муизз ад-дин Мухаммада Гури, что был недавно освобожден из тюрьмы, убил вождя Гуридов по имени Абуль Аббас. Затем Гийас победил своего дядю Фахр ад-дина Масуда, который создал союз с Тадж ад-Дином Йылдызом, востребовав трон султаната и присоединился к губернатору Сельджукидов, но пощадил своих родственников и дал им власть в Бамиане.
В 1173 году Гийас вторгся в Газни и разгромил тюрок-огузов, которые отняли город у Газневидов. Затем он назначил своего брата Муизз ад-Дина правителем Газни. Два года спустя он захватил Герат и Пушанг у губернатора сельджукида Баха ад-Дина Тогрила. Вскоре после этого правитель Систана Тадж ад-Дин Харб ибн Мухаммад признал суверенитет Гийаса, как и тюрки-огузы, контролирующие Керман.
В 1186 году Муиз вместе со своим старшим братом и соправителем Гийасом положил конец династии Газневидов, захватив Лахор и казнив правителя Газневидов Хосрова-Малика-шаха. Тем самым он отомстил за убийство своего распятого отца Баха ад-Дина Сама I.

### Гуриды против Сельджуков и тюрок-огузов

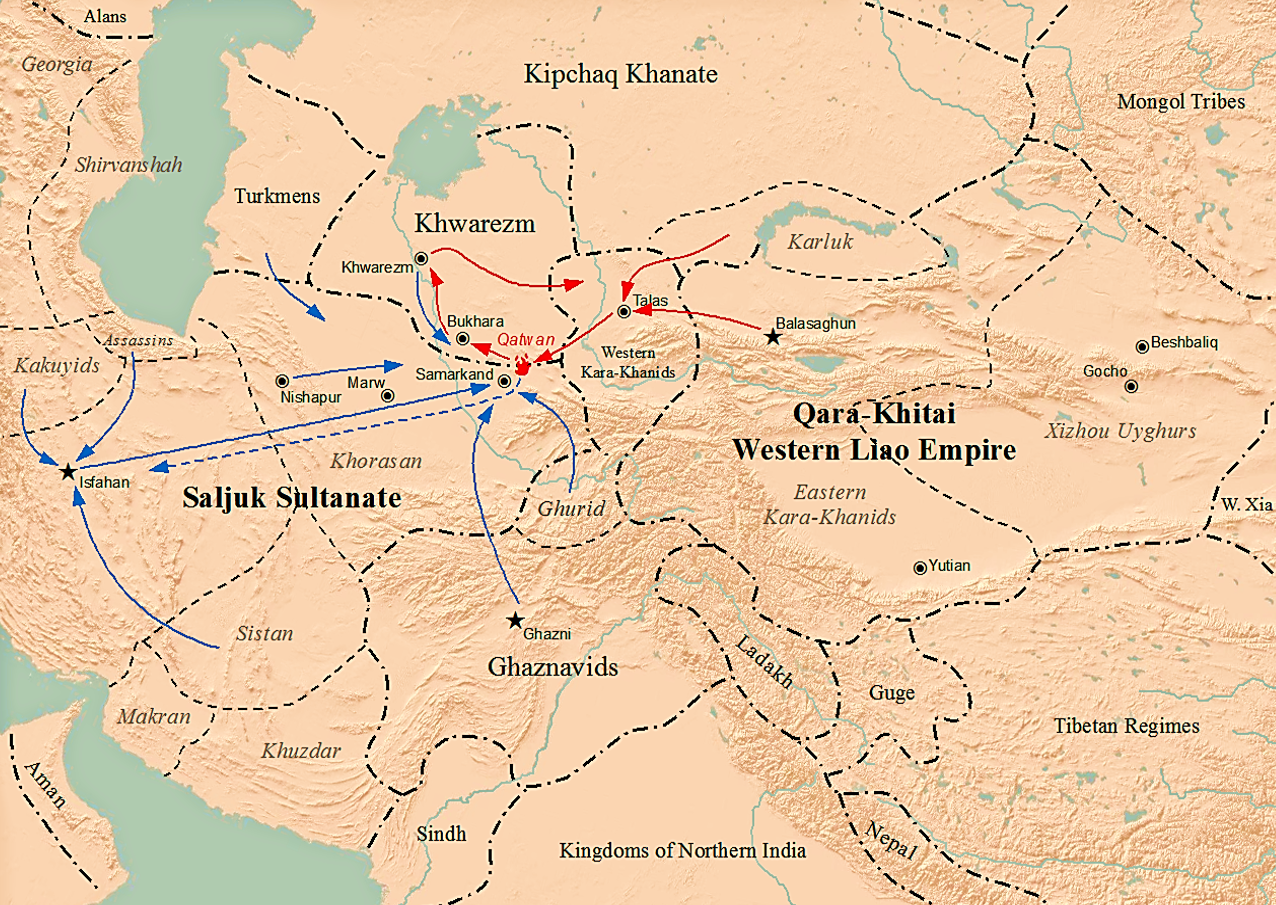
Битва на Катванской равнине (1141 год)

После вторжения в Среднюю Азию каракитаев (1137—1141 года) все области к востоку и северу от Амударьи были потеряны для государства Сельджукидов. В 1141 году сельджукский султан Ахмад Санджар в союзе с караханидами, гуридами и остальным населением Хорасана отправился в поход против каракитаев и встретился с ними около Самарканда. Армия Санджара включала вспомогательные контингенты из Хорасана, Седжестана и горных областей Гура, Газны, Мазандерана и была очень значительной и хорошо подготовленной. Говоря о численности войск, Садр ад-Дин ал-Хусайни сообщает о «700 тысячах самых сильных всадников» (явное преувеличение) у каракитаев и 70 тысячах воинов — у Санджара. Бар-Эбрей приводит другие цифры: 300 и 100 тысяч. Л. Н. Гумилёв оценивает силы Санджара в 100 тысяч, отмечая, что с Елюем Даши на запад ушло меньше 30 тысяч киданьских всадников. Ахмад потерпел тяжёлое поражение от каракитаев под руководством Елюй Даши в битве в Катванской долине и бежал вместе с всего пятнадцатью своими всадниками. Сельджуки потеряли полный контроль над Мавераннахром и Хорезмом, которые стали вассалами каракиатев и уже тогда начали терять контроль над Хорасаном, в том числе и над Гуром.
Во время позднего правления гуридского малика Изз ад-Дина Хусейна I, Санджар вторгся в его владения, разбил его и захватил в плен. Однако позже Санджар освободил Хусейна в обмен на отправку ему дани. После смерти Хусейна в 1146 году престол наследовал его сын Сайф ад-Дин Сури. У Хусейна также было 6 других сыновей, которые позже разделили султанат Гуридов между собой.
В 1152 году Ала ад-Дин Хусейн II Джахансуз, который провозгласил на весь мир о себе разгромив Газневидов, провозгласил независимость от сельджуков и захватил Балх. Однако вскоре он был побежден и взят в плен Ахмадом Санджаром, который затем помог Газневидам вернуть Газни. Но в следующем году, в 1153 Ахмад Санджар сам был пленен тюрками-огузами, вслед за тем балхские огузы подвергли опустошению Хорасан. Ала ад-Дин Хусейн оставался в плену в течение двух лет, пока его не освободили в обмен на выкуп. Тогда же Ала ад-Дин запер в тюрьме будущих завоевателей, детей своего брата — Муизз ад-Дина Мухаммада и Гийас ад-Дина Мухаммада.
После смерти Ала ад-Дина, к власти пришел его сын Сайф ад-Дин Мухаммад, он освободил братьев из тюрьмы и с помощью Гийаса начал кампанию против тюрок-огузов, которые стали серьёзной угрозой в Хорасане.
В 1173 году братья Гийас ад-Дин Мухаммад и Муизз ад-Дин Мухаммад вторглись в Газни и разбили тюрок-огузов, которые захватили город у Газневидов. Затем Муизз ад-Дин был назначен правителем Газни.
В 1175 году оба брата отвоевали Герат у его сельджукского наместника Баха ад-Дина Тогрила и там же убили его, а также сумели завоевать Пушанг, сельджукиды окончательно были свергнуты в Хорасане. Правитель Систана, Тадж ад-Дин Харб ибн Мухаммад, вскоре признал суверенитет Гуридов, а также тюрок-огузов, доминировавших над Керманом.

### Кампании в Индию и Бенгалию

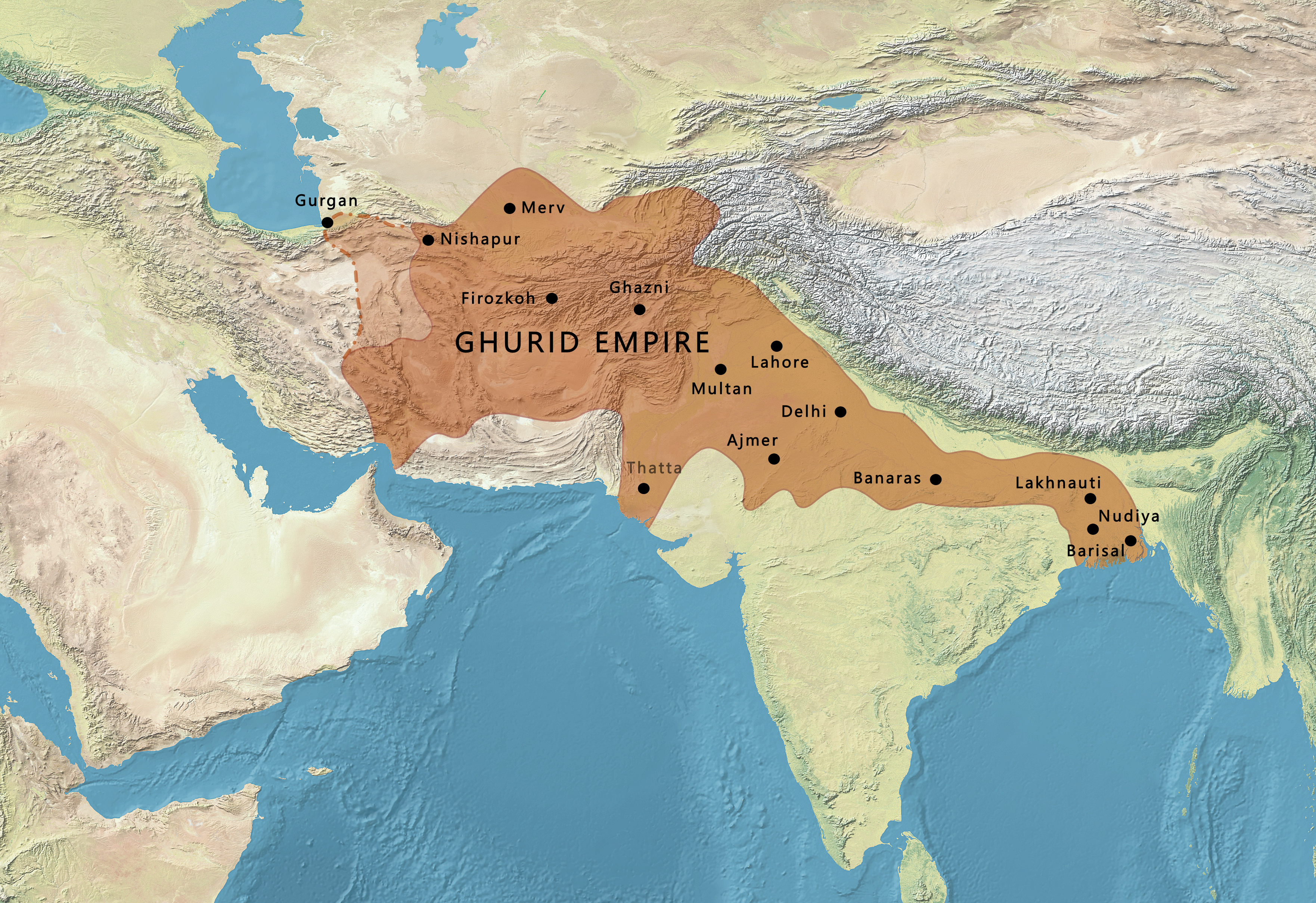
Поход Муизз ад-Дина Мухаммада

После того как Муизз ад-Дин помог своему брату расширить западные границы империи Гуридов, он начал сосредоточивать свое внимание на Индии. Кампания Муизз ад-Дина против карматских правителей Мултана в 1175 году закончилась победой[5]. Он повернул на юг и повел свою армию из Мултана в Уч, а затем через пустыню к столице царства Чалукьев Анхилваре (современный Патан в Гуджарате) в 1178 году. По дороге Муизз ад-Дин потерпел поражение в битве при Каядаре, во время своей первой кампании против индийского правителя[5]. Гуджаратом правил молодой правитель Чалукьев Мулараджа II К нему на подкрепление прибыли ряд вассальных правителей со своими войсками[6]. Армия Муизза сильно пострадала во время марша через пустыню, а Чалукьи нанесли ему крупное поражение в битве при деревне Кайдара (недалеко от Маунт Абу, примерно в сорока милях к северо-востоку от Анхилвары)[5]. Вторгшаяся армия понесла тяжелые потери во время сражения, а также при отступлении назад через пустыню к Мултану[5]. Однако Муизз смог взять Пешавар и Сиалкот.

#### Первая битва при Тараине
В 1191 году Муизз ад-Дин направился в Северную Индию через Хайберский перевал в современном Пакистане и успешно достиг Пенджаба. Захватил крепость Бхатинда в современном штате Пенджаб на северо-западной границе царства Притхвираджа Чаухана. Назначил кади Зия ад-Дина наместником крепости[8], он получил известие, что армия Притхвираджа во главе с его вассалом принцем Говиндом Таем направляется на осаду крепости. В конце концов две армии встретились близ города Тараин, в 14 милях от Таннасара в современной штате Харьяна. Сражение ознаменовалось первой атакой конных мамлюкских лучников, на которую Притхвирадж III ответил контратакой с трех сторон и таким образом доминировал в битве. Муизз смертельно ранил принца Говинд Тая в личном бою и сам был ранен, после чего его армия отступила[9], уступив победу армии Притвираджа[10].
По словам Риммы Худжи и Каушика Роя, Говинд Тай был ранен Муизз ад-Дином Гури, а позже сражался во второй битве при Тараине, где был убит[11][12].

#### Вторая битва при Тараине

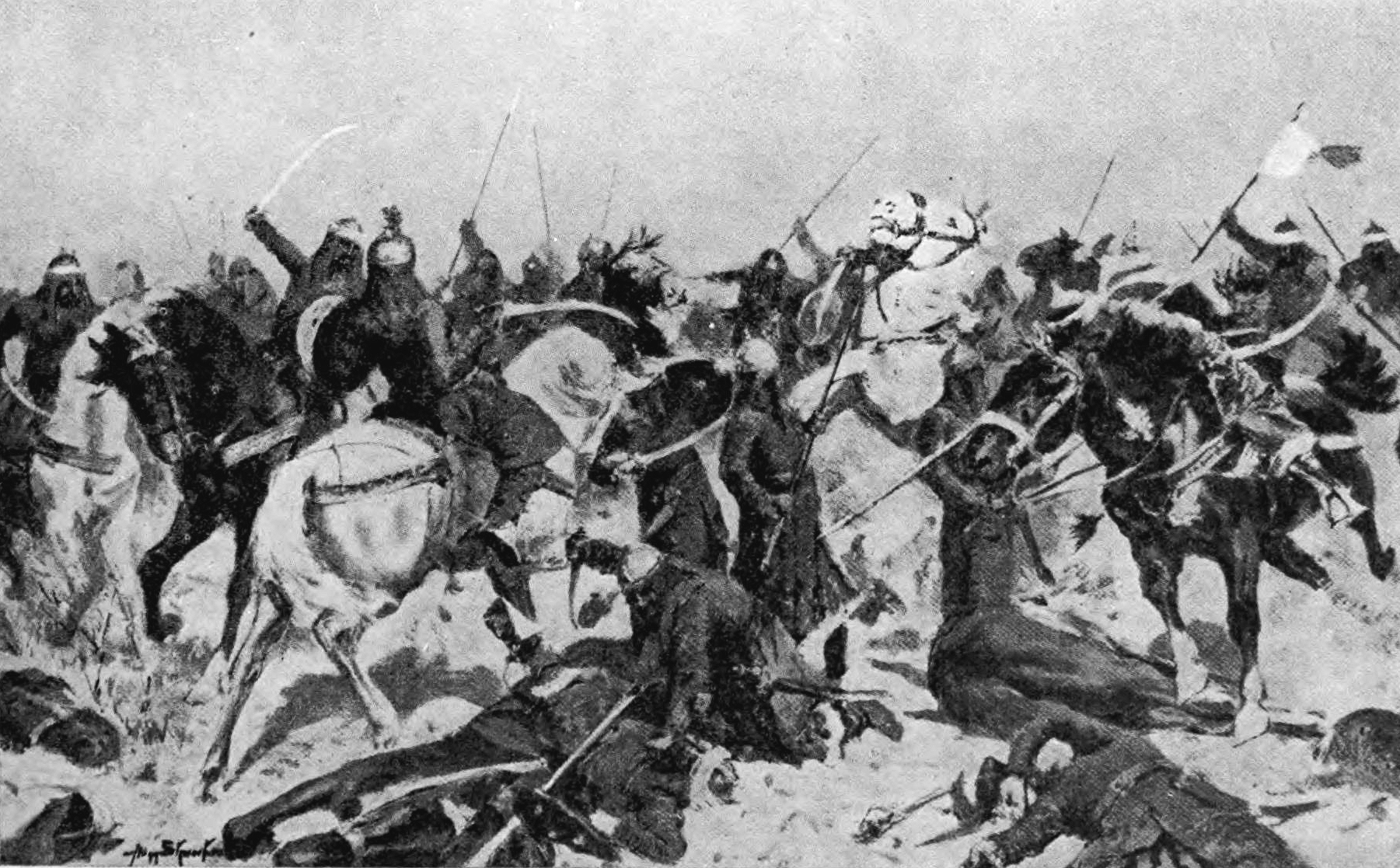
Вторая битва при Тараине (1192 г.)

Вернувшись в Гур, Муизз ад-Дин приготовился отомстить за поражение. Согласно Фериште, армия раджпутов состояла из 3000 слонов, 300 000 кавалеристов и пехоты (скорее всего, грубое преувеличение)[13]. Джузджани сообщал, что Муизз ад-Дин прибыл на битву в 1192 году со 120 000 полностью вооруженных людей[13].
Притхвирадж также собирал свои силы, но надеялся выиграть время, так как его главные силы (другие раджпуты под его началом или его союзники) ещё не прибыли. На следующий день Муизз ад-Дин напал на армию раджпутов ещё до рассвета. У раджпутов была традиция сражаться от восхода до заката. Хотя они смогли быстро сформировать соединения, они понесли потери из-за внезапной атаки до восхода солнца. Армия раджпутов в конце концов потерпела поражение, а Притхвирадж взят в плен и впоследствии казнен[10].

#### Завоевания Кутб ад-Дина Айбака

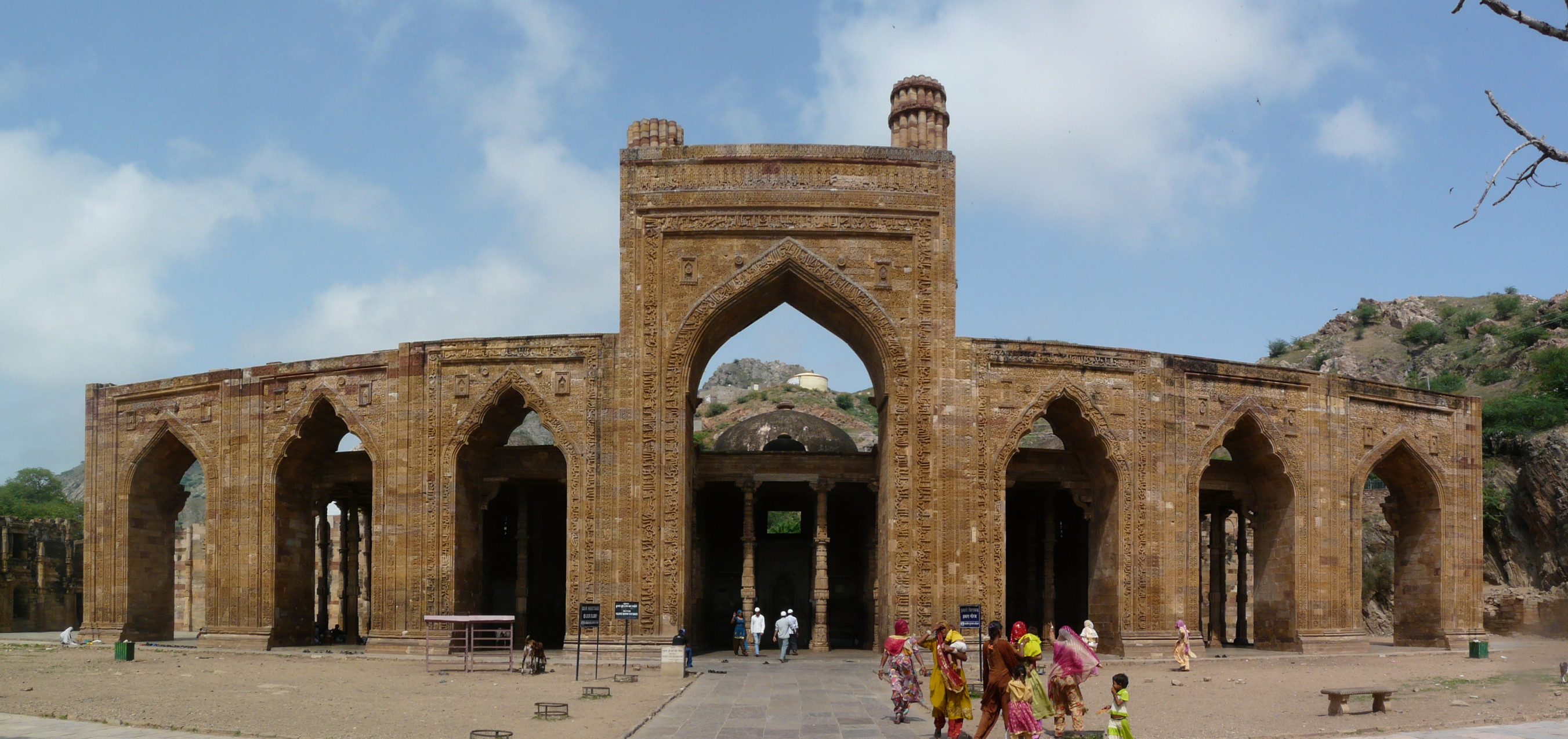
Мечеть Адхай Дин Ка Джонпра; постройка была начата в 1192 году и завершена в 1199 году Кутб ад-Дином Айбаком в честь победы над раджпутами (Аджмер, Индия)

Гулямский полководец Кутб ад-Дин Айбак в 1193 году взял город Аджмер, столицу царства Чаухан и вскоре установил контроль династии Гуридов в Северной и Центральной Индии[14]. Мусульмане захватили ряд небольших индуистских княжеств. Затем войска Муизза ад-Дина выступили на Дели, захватив его вскоре после битвы при Чандаваре и разгромив Раджу Джайчанду из Каннауджа[15]. В течение года Муиз ад-Дин контролировал Северный Раджастхан и северную часть региона Доаб между реками Ганг и Ямуна[16] . Царский престол в Аджмере был передан сыну Притхвираджа с условием, что он будет регулярно отправлять дань Гуридам.

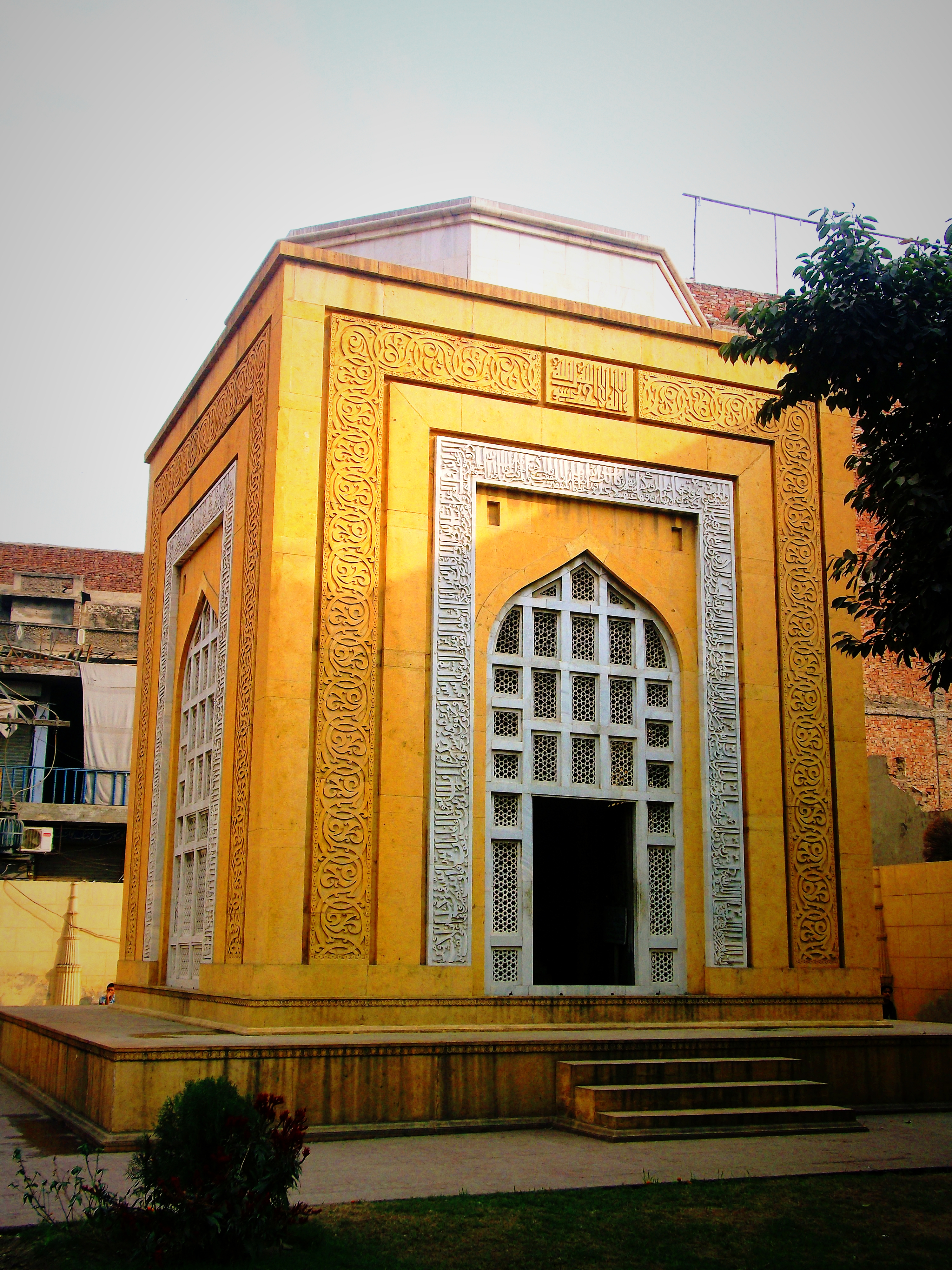
Мавзолей султана Кутб ад-Дина Айбака (Лахор, Пакистан)

Муизз ад-Дин вернулся на запад, в Газни, чтобы справиться с угрозой своим западным границам из-за беспорядков в Иране, но он назначил Айбака своим региональным наместником в Северной Индии. Его армии, в основном под командованием тюркских и халаджских генералов, таких как Мухаммад ибн Бахтияр Хильджи, продолжали продвигаться через Северную Индию, совершая набеги на восток вплоть до Бенгалии. Армия под предводительством Кутб ад-Дина Айбака, наместника Муиза в Индии, вторглась примерно в 1195—1197 годах и разграбила Анахилапатаку[17].

#### Завоевания Бахтияра Хильджи

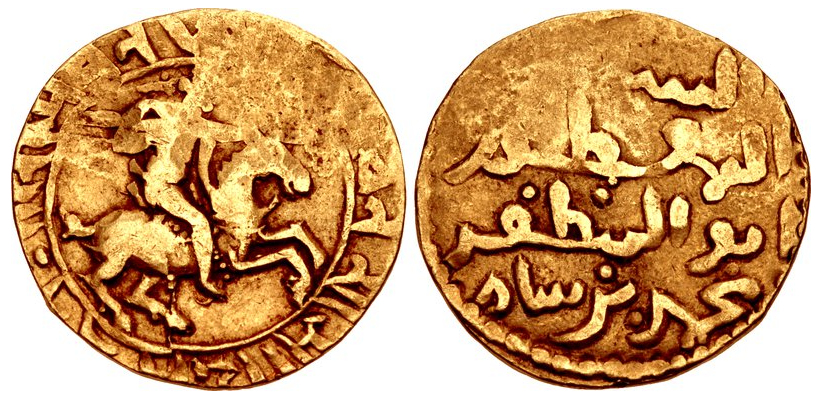
Монеты Мухаммада Бахтияра Хильджи

Карьера гулямского воина Бахтияра Хильджи приняла новый оборот, когда он покорил Бихар в 1200 году[23] . Эта попытка принесла ему политическое влияние при дворе гуридского наместника Кутб ад-Дина Айбака в Дели. В том же году он повел свои войска в Бенгалию. Когда он подошел к городу Набадвип, говорят, что он продвигался так быстро, что только 18 всадников из его армии могли поспевать за ним. Он завоевал Набадвип у индуистского царя Лакшмана Сена в 1203 году[24]. Вскоре Хильджи захватил город Гаур[25], важный город в государстве Сена, и подчинил большую часть Бенгалии[26].

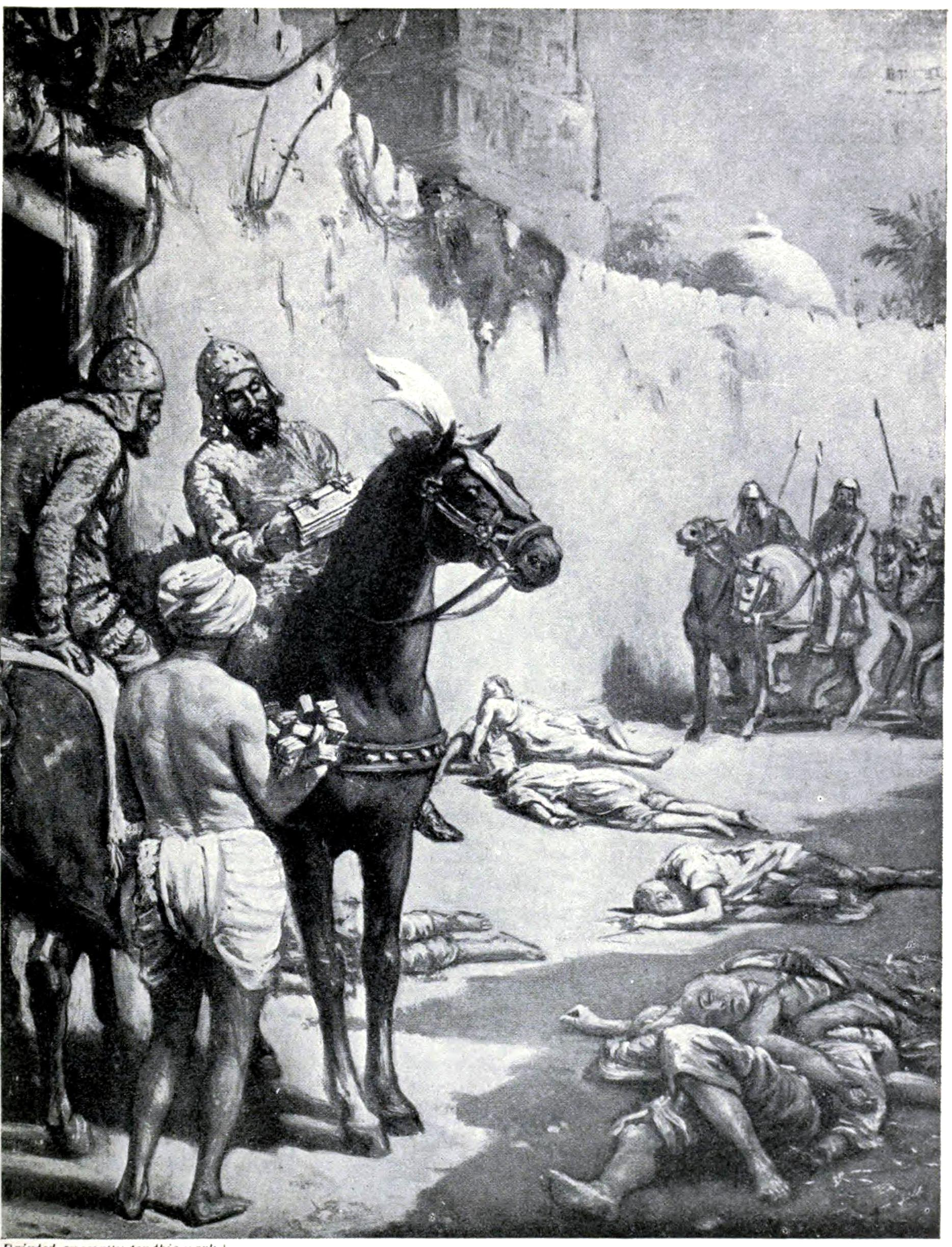
Военачальник Мухаммад бин Бахтияр Хильджи

Вторжения Бахтияра Хильджи, как полагают, серьёзно повредили буддийские заведения в Одантапури и Викрамашила. В «Табакат-и Насири» Усмана Джузджани предполагается, что Бахтияр Хильджи разрушил буддийский монастырь, который автор в своем описании приравнивает к городу, который он называет «Бихар», а из того, что солдаты узнают, называется Вихара. Историк Андре Винк считает, что этот монастырь был Одантапури. По словам буддийского ученого начала XVII века Таранатха, захватчики вырезали многих монахов в Одантапури и разрушили Викрамашилу. Тибетский паломник Дхармасвамин, посетивший этот регион в XIII веке, заявляет, что Викрамашила был полностью стерт с лица земли турушскими (тюркскими) захватчиками, а Наланда, первый университет в мире, был полностью разрушен вместе с миллионами книг, которые были сожжены. Считается, что библиотека в университете Наланды горела 3 месяца.

### Гуриды против Хорезмшахов и Каракитаев
Когда Гийас ад-Дин взошёл на трон, его брат Муизз ад-Дин помог ему убить соперника — гуридского вождя по имени Абу-ль-Аббас. Подавив восстание, он решил убить наместника сельджуков в Герате и решил продолжить свои завоевания. Захватил Заминдавар, Бадгис, Гарчистан и Гузган. Он пощадил своего дядю Фахр-ад-Дина и восстановил его в качестве правителя Бамиана. Фахр ад-Дин позднее умер, и его наследником был его же сын Шамс ад-Дин Мухаммад ибн Масуд (1163—1192), который быстро захватил Балх, Чаганиан, Вахш, Джарум, Бадахшан и Шугнан у Каракитайского ханства и таким образом получил титул султана от Гийаса[4].
В 1173 году, принц Султан Шах, который был изгнан из государства Хорезмшахов своим братом Текешем, укрылся в Гуре и попросил военной помощи у Гийас ад-Дина, что уже зарекомендовал себя как великолепного полководца, разгромив тюрков-огузов и сельджуков. Гийас, однако, не помог последнему. Вместо этого Султан Шах сумел получить помощь от Каракикитайского ханства начал разграбление северных владений Гуридов.
В 1186 году Гиайс вместе с Муизз ад-Дином распустил династию Газнавидов после захвата Лахора, где они казнили правителя Газнавидов Хосров-Малика. С помощью правителей Бамиана, Систана и его брата Муизз ад-Дина Гийас затем разгромил войска Султан Шаха при Марверруде в 1190 году. Он также аннексировал большую часть территорий последнего в Хорасане. Вскоре после того, как началась война между хорезмшахами и Гуридами; Текеш напал на Герат, в то время как каракитаи вторглись в Гузган. Однако оба они были разгромлены армией Гийас ад-Дина Мухаммада Гури.
После смерти хорезмшаха Текеша на престол в 1200 году вступил его младший сын Ала ад-Дин Мухаммед. Правление Мухаммеда II началось с войны с Гийас ад-Дином, который захватил крупный город Мерв, почти без боя занял Абиверд, Серахс и Нису, взял Нишапур и пленили брата хорезмшаха, которого отправили в Герат. Осадив Герат, войска Мухаммеда в течение месяца пытались прорвать его оборону. Лишь после получения откупа хорезмшах снял осаду. К этому времени на помощь Гийас ад-Дину из Индии подошли войска его брата — Шихаб ад-Дина Мухаммада (он же Муизз ад-Дин Мухаммад). После достаточно кровопролитной битвы хорезмшахам пришлось отступить. Преследуя отступающие войска Мухаммеда II, Шихаб ад-Дин окружил их столицу Гургандж, обороной которой руководила мать шаха — царица Теркен-хатун. При поддержке каракитаев Мухаммеду удалось вытеснить Гуридов за пределы Хорезма и заключить мир, однако они не оставляли попыток развязать войну. Последующие 6 лет хорезмшахи вели бои на северных горизонтах султаната, Гуриды держали под контролем почти весь Хорасан и дошли до Иранского Хорасана, держали под контролем всю Северную Индию и Бенгалию и претендовали на власть в Мавераннахре. Только после убийства Шихаб ад-Дина в 1206 году, хорезмшахам удалось получить власть в центральных районах Хорасана. Гуридский султанат распался на части.

## Упадок
После этого начинается борьба за власть в стране и распад Гуридского государства, вскоре все владения Гуридов попадают под власть Хорезмшахов. Последним из рода Гуридов был Ала ад-Дин — внук одного из основателей империи Джахансуза, который после 4-х лет правления в Фирузкухе в 612 г. х. (1215 год), заключив договор с хорезмшахом, сдал его доверенным лицам города Фирузкух и отправился в Хорезм, где был принят с почестями.
Хотя султанат был недолговечен, завоевания Гийас ад-Дина Мухаммада и Муиз ад-дина Мухаммада укрепили основы мусульман и персидского языка в Индии. После смерти второго важность Газни и Гура снизились, а затем многие переместились в Дели как центр исламского влияния во времена правления султанатов-преемников Гуридов в Индии.
Спустя 6 лет после вхождения Гора в государство Хорезмшахов, город Фирузкух, столица бывшего султаната, был захвачен и полностью разгромлен войсками Чингисхана летом 1221 года.

## Наследственность
Хорезмшахи убили последнего Бамианского правителя Джалал ад-Дина Али в 1215 году, а точной даты смерти последнего Гуридского султана Ала ад-Дина Али нет, но достоверно известно что он умер в почётной ссылке в Государстве Хорезмшахов. А их потомки Картиды в будущем боролись за власть в Хорасане и Средней Азии.
У Муизз ад-Дина Мухаммада Гури не было потомства, но он относился к своим тюркским рабам как к своим сыновьям, которые были обучены как солдаты, так и администраторы и получили самое лучшее образование. Многие из его компетентных и преданных рабов заняли важные посты в армии и правительстве Муиза.

Когда придворный посетовал, что у султана нет наследников мужского пола, Муизз возразил:
У других монархов может быть один сын или два сына; у меня же есть тысячи сыновей, моих тюркских рабов, которые будут наследниками моих владений и которые после меня позаботятся о том, чтобы сохранить мое имя в хутбе на всех этих территориях

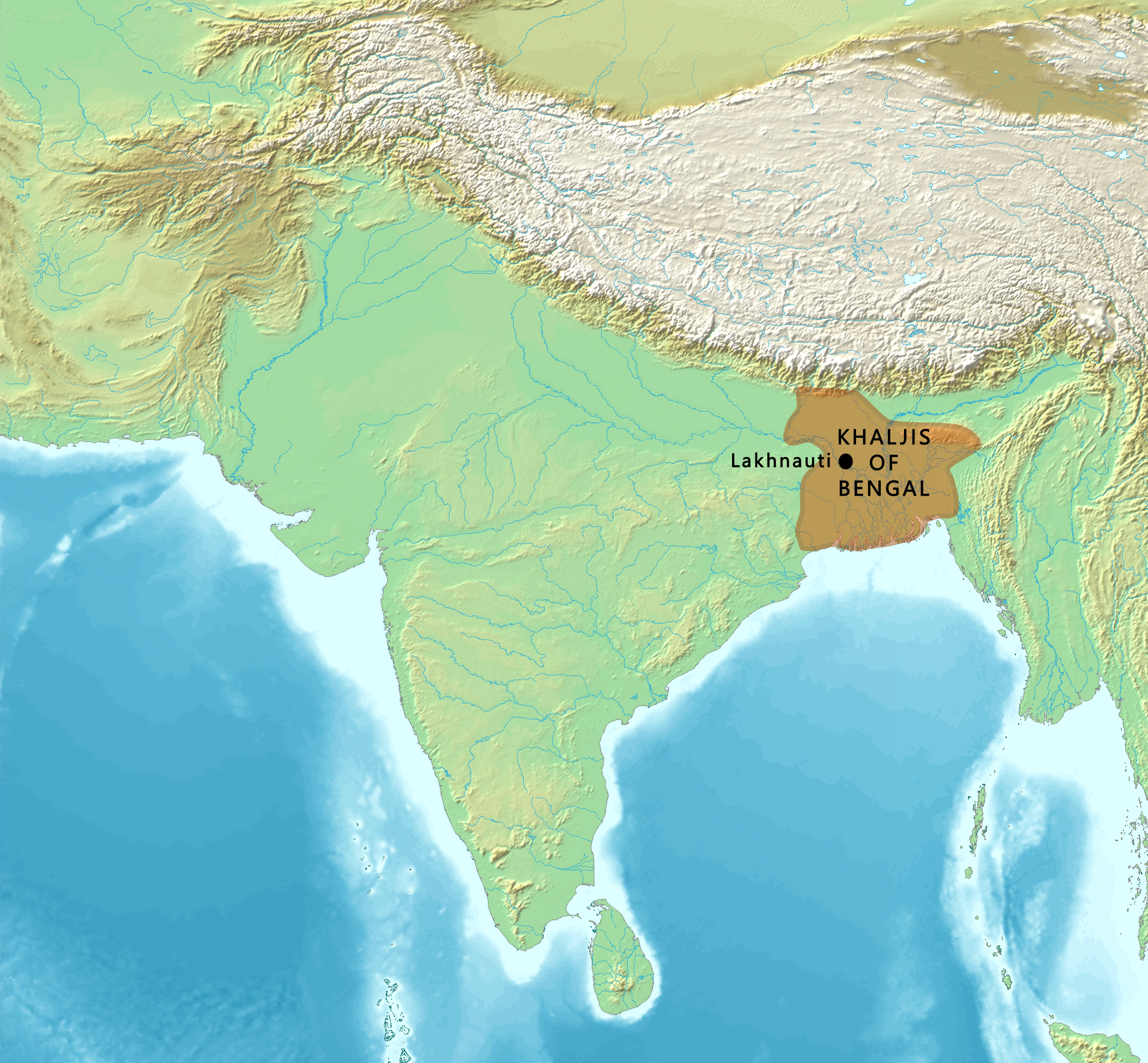
Мухаммад бин Бахтияр Хильджи основал мусульманскую династию Хильджи

Предсказание Муизза оказалось верным. После его убийства его империя была разделена между его рабами. В первую очередь:

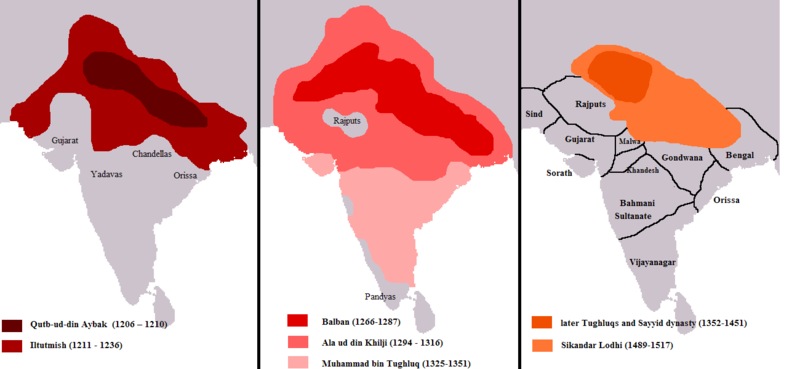
Кутб ад-Дин Айбак основал Мамлюкскую династию (гулямов), первых правителей Делийского султаната

- Кутб ад-дин Айбак (1150—1210) стал правителем Дели в 1206 году, основав Делийский султанат, который положил начало династии мамлюков[26].
- Насир ад-Дин Кабача (? — 1228) стал правителем Мултана в 1210 году.
- Тадж ад-Дин Йылдыз (? — 1216) стал правителем Газни.
- Мухаммад бин Бахтияр Хильджи (? — 1206) стал правителем Бенгалии (1204—1206).

Фактическая династия Гуридов разделилась на две группы: одна под руководством Гийас ад-Дина Махмуда, который сменил своего дядю Мухаммада Гури во владении Гором, Гератом, Систаном и Восточным Хорасаном со столицей в Фирузкухе; другая: семейная группа под руководством Баха ад-Дина Сама III в Бамиане, владевшая Тохаристаном, Бадахшаном, Шугнаном, Вахшем и Чаганианом.
Гуриды положили начало Делийскому султанату в Индии в лице Кутб ад-Дина Айбака, Мухаммад Хильджи же стал первым губернатором мусульманской Бенгалии и основал династию Хильджи, а их кровные родственники Картиды получат власть от монголов в Хорасане.

## Армия

### Ядро армии
Среди Гуридов было сильное тюркское присутствие, поскольку тюркские рабы-солдаты (гулямы) составляли авангард армии Гуридов. Между этими различными этническими группами наблюдалось интенсивное слияние: «таким образом, Шансабани (Гуриды) характеризовались заметной примесью таджикских, хорасанских, персидских, тюркских и коренных афганских этнических групп».

### Армия Айбака
Согласно Фахр-и Мудаббир войско Айбака состояло из «тюрок, гуридов, хорасанцев, хильджей, а вся наиболее влиятельная и привилегированная верхушка, вместе со слугами султанского двора были тюрками чистой крови и таджиками знатного происхождения». Эта часть войск участвовала в североиндийских походах Гуридов, в частности сам Айбак участвовал во всех походах Мухаммада Гури за что в 1206 году получает должность наиба Индии.

### Армия Хильджи
Эта часть армии, состоявшая в основном из хильджей, тюрков и хорасанцев, во главе с Бахтияром Хильджи участвовала в североиндийских походах Гуридов и бенгальских походах Бахтияра.

## Значение в исламском мире
Если Саманиды распространили учение ислама до Туркестана и Западных границ Китая, то Гуриды расширили границы ислама на весь Юго-Восток Азии куда, как свидетельствует Ибн аль-Асир, «никогда не ступала нога мусульманина». Они первыми распространили ислам в Центральных и Северных регионах Индии задолго до образования государства Великих Моголов.
Согласно некоторым оценкам в начале VI-го века хиджры (XIII н. э.) в пределах необъятной территории государства Гуридов проживало около 60 миллионов человек. Во всех завоеванных странах, как и в самом Гуре, действовал порядок, рекомендованный когда-то багдадским халифом: назначались два правителя - султан или эмир, ведающий гражданскими делами и командующий армией, в подчинении которого находились войска. Эта система предоставляла широкие возможности для предотвращения узурпации власти и стагнации государства.
Дели, Агра, Лахор, Аджмер, Пешавар, Мултан и некоторые другие города Индии уже при Гуридах являлись средоточием развития персидской культуры, и которые со временем превратились в крупные центры мусульманской цивилизации Индии.

## Культура

### Культурные влияния

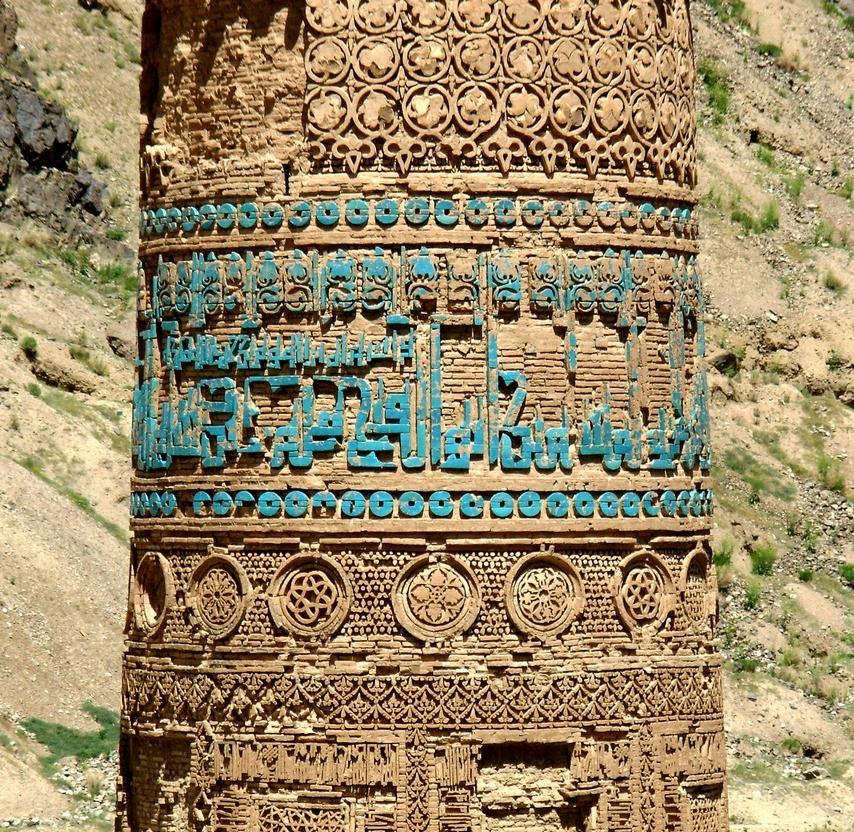
Надпись на Джамском минарете в провинции Гор, Афганистан, показывающая имя и титулы султана Гийас ад-Дина Мухаммада

Как Саманиды и Газневиды, Гуриды были великими покровителями персидской литературы, поэзии и культуры, и поощряли это в своих дворах и на своей территории. Однако большая часть литературы, созданной в эпоху Гуридов, была утрачена. Гуриды заложили основу для персидской культуры и языка в Индии. После них в Индии выросла серия мусульманских султанатов, покровителей персидской культуры и языка. Они также перенесли таджикскую (персидскую) архитектуру своих родных земель в Индию, из которых несколько замечательных примеров сохранились до наших дней.
Из одной провинции Гуридов вырос Делийский султанат, который утвердил персидский язык как официальный придворный язык региона — статус, который он сохранил до эпохи Великих Моголов в XIX веке.

## Архитектура

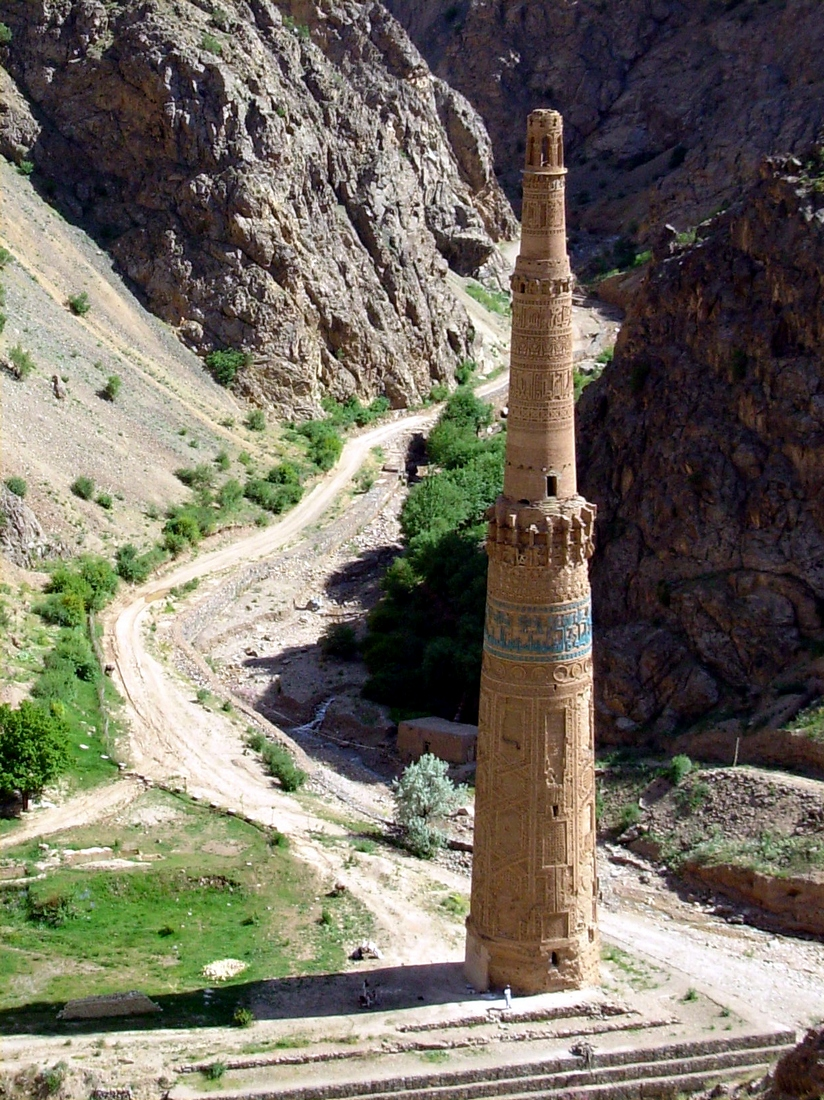
Джамский минарет, построенный Гуридским султаном Гийас ад-Дином в честь окончательной победы над Газневидами в 1192 году (Афганистан)

Гуридская архитектура была уникальной, в основном использовались персидские и исламские стили, как раз во времена Гуридов начал появляться индо-исламский стиль (индо-персидский), ставший основным направлением в Делийском султанате и Империи Великих Моголов. Во времена нашествия монголов, множество построек в Гуре и в целом в Хорасане были разрушены. Постройки Гуридов есть в Афганистане, Пакистане и Индии:
- Джамский минарет;
- Каср Заравшан;
- Медресе «Шах-и-Мешхед»;
- Восточный мавзолей Чишта;
- Западный мавзолей Чишта;
- Лахорская крепость;
- Могила Шихаб ад-Дина Мухаммада;
- Кутб-Минар;
- Мечеть Кувват-уль-Ислам;
- Мечеть Адхай Дин Ка Джонпра;
- Джума Мечеть в Герате;
- Мавзолей Модуда Чишти;
- Цитадель Газни[англ.] (средневековые руины);
- Лашкари Базар[перс.] (средневековые руины).

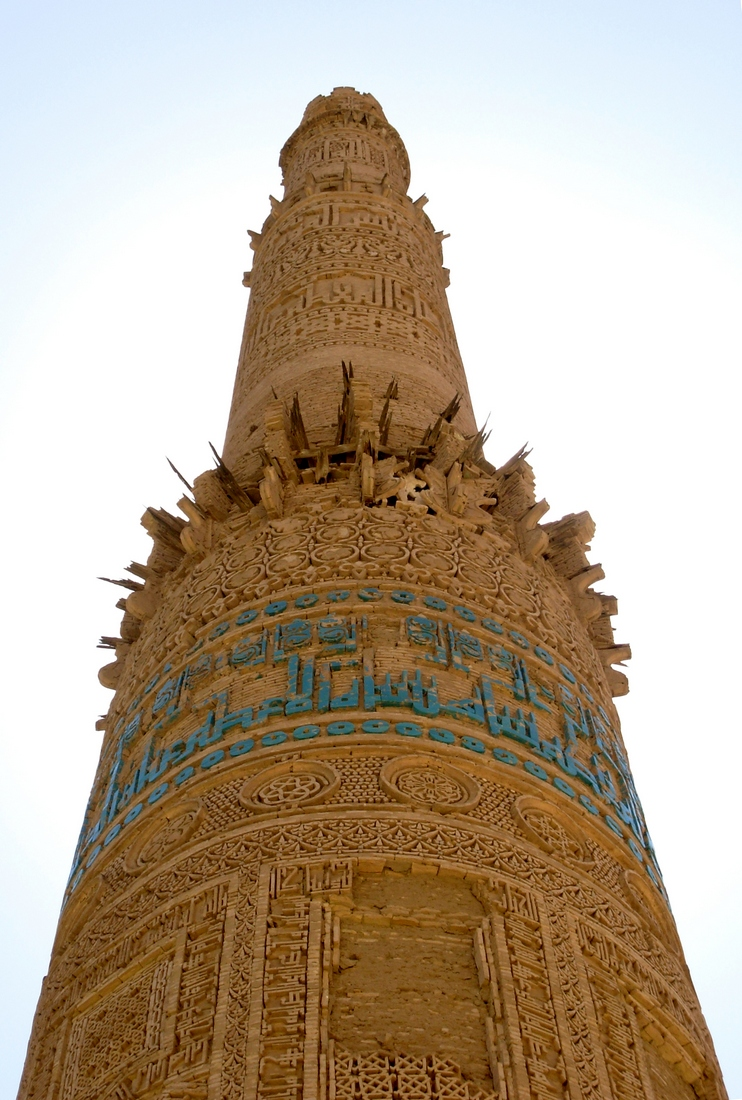
Джамский минарет
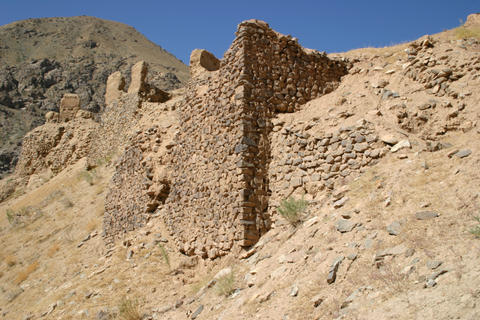
Каср Заравшан, недалеко от Джамского минарета
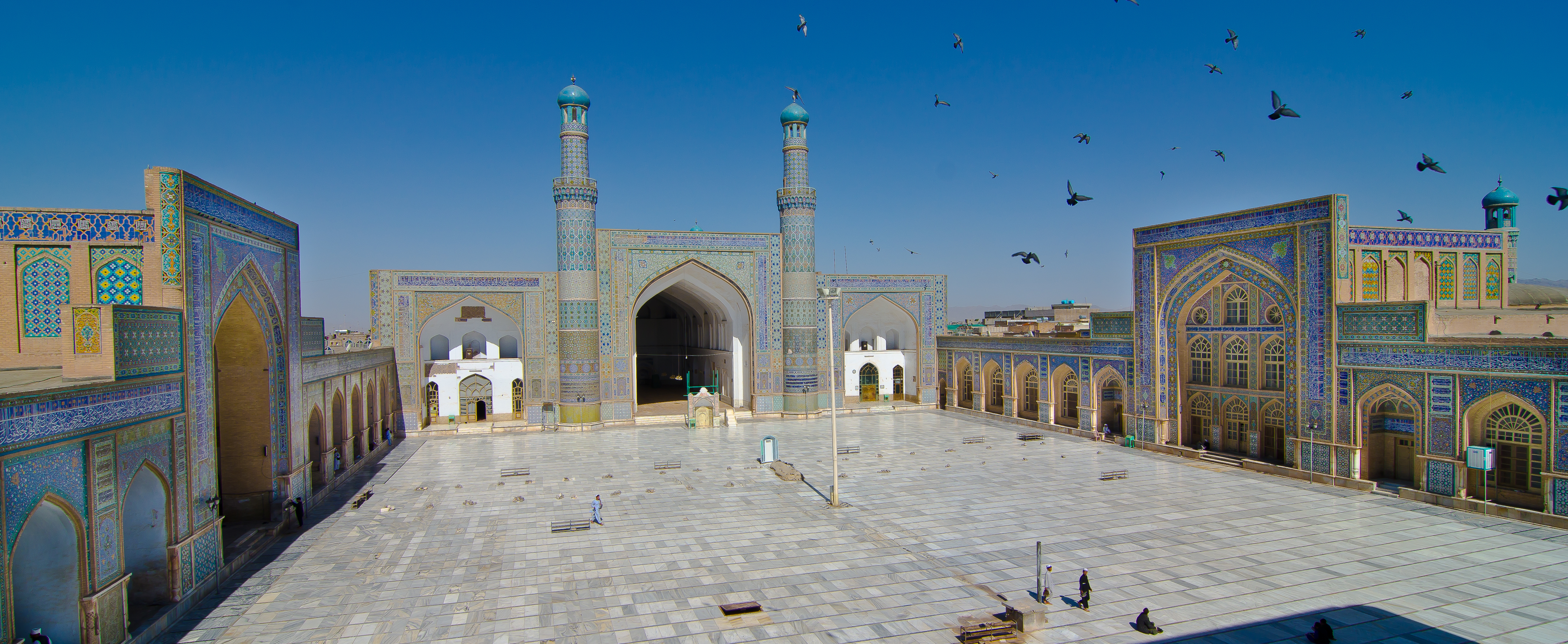
Джума-мечеть (Герат)
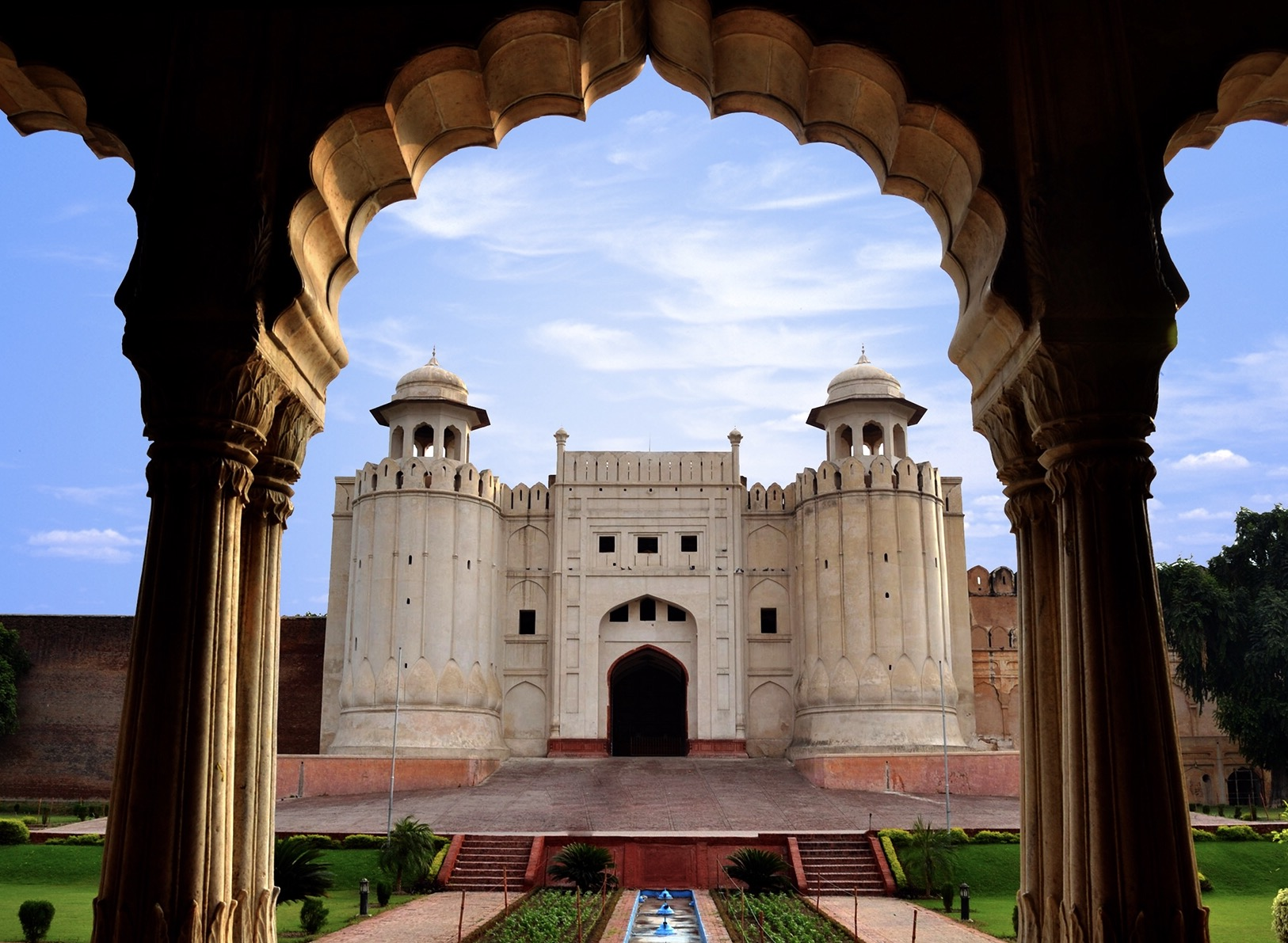
Лахорская крепость
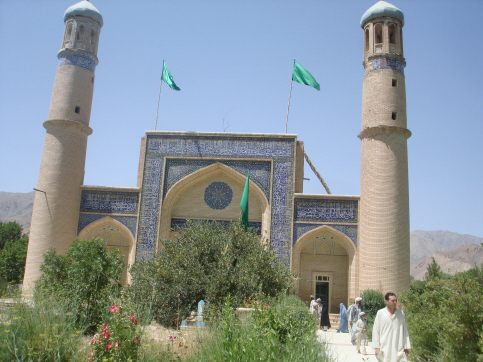
Мечеть Модуда Чишти
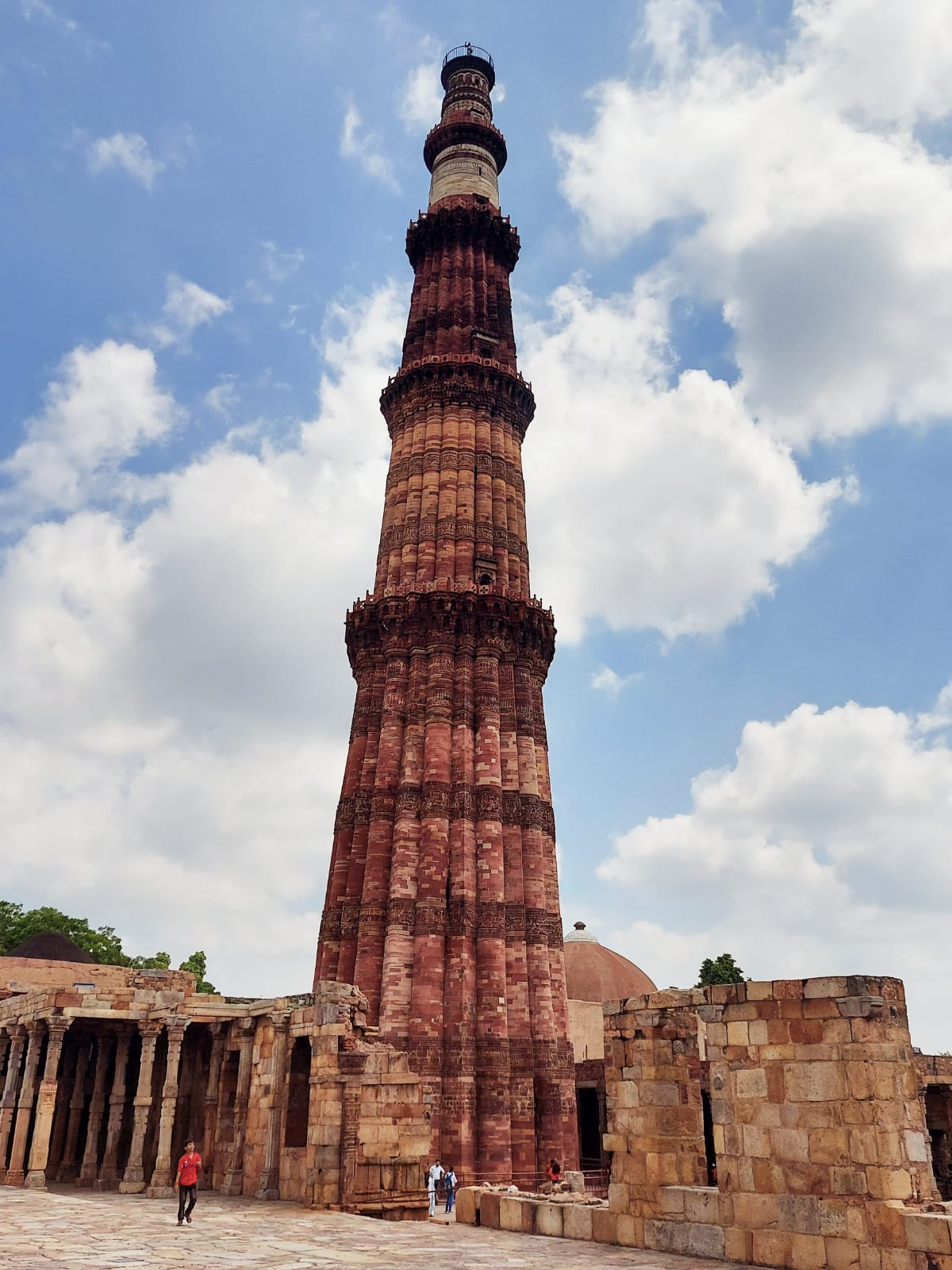
Кутб-Минар
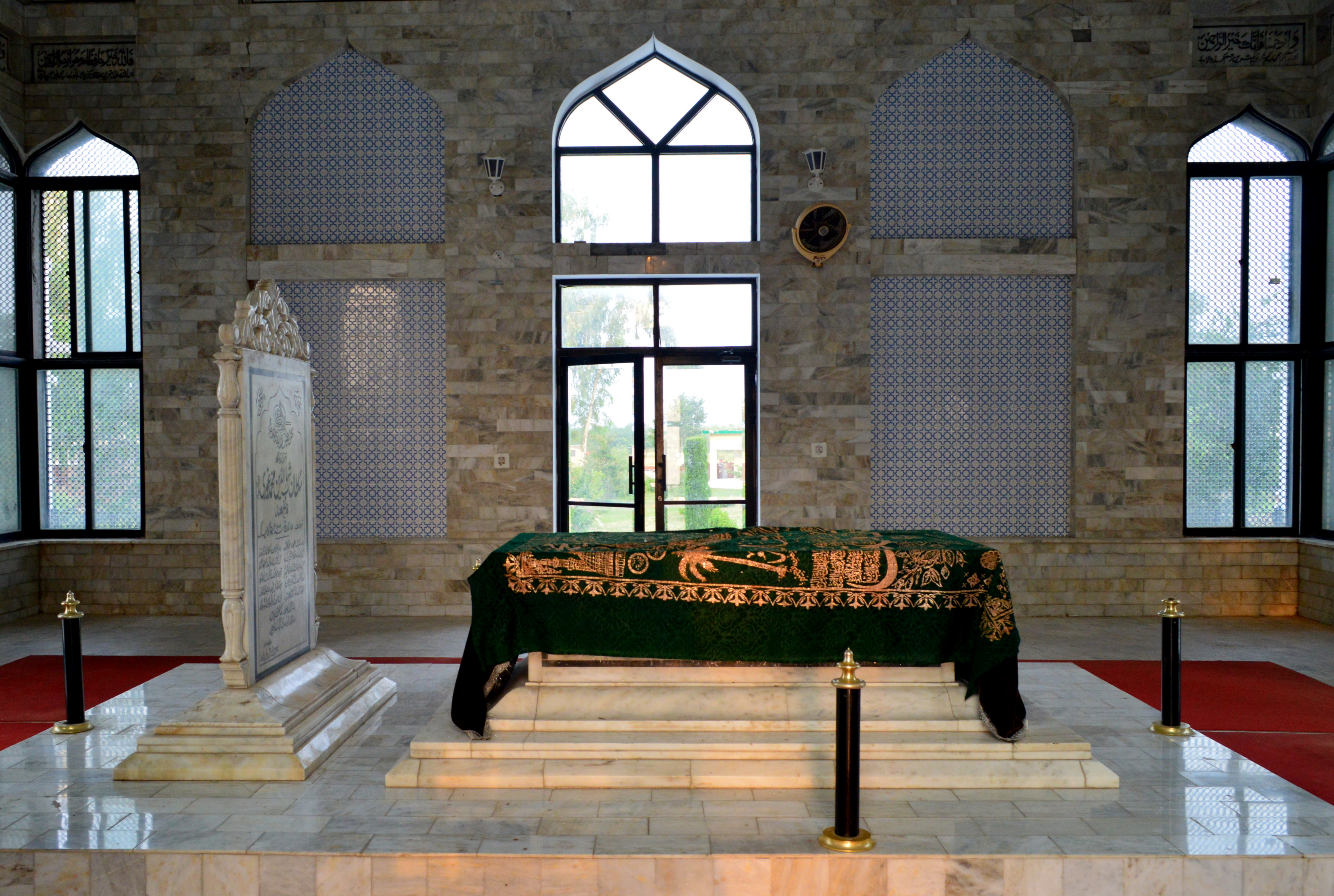
Могила Шихаб ад-Дина Мухаммада Гури
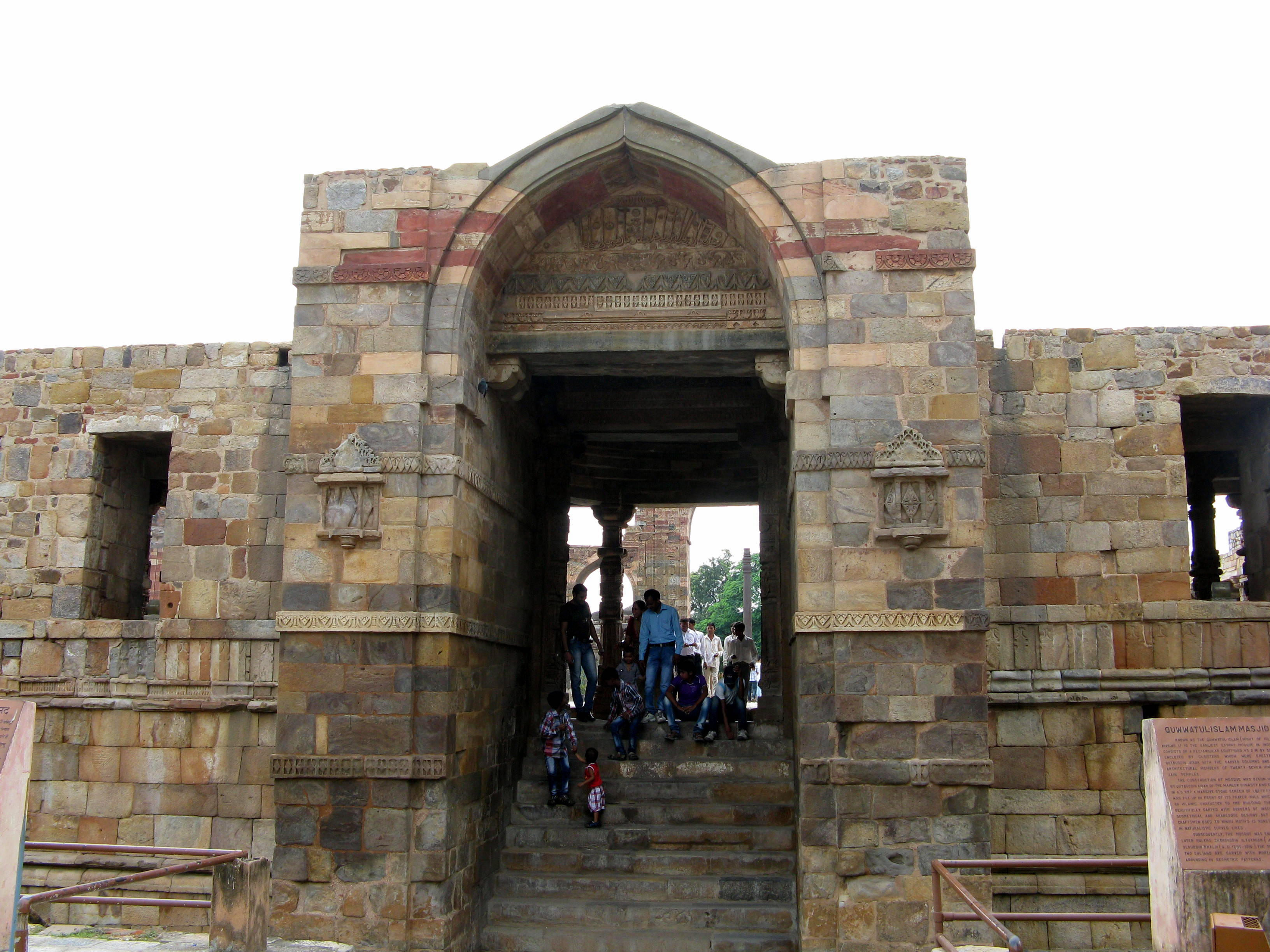
Мечеть Кувват-уль-Ислам, недалеко от Кутб-Минара
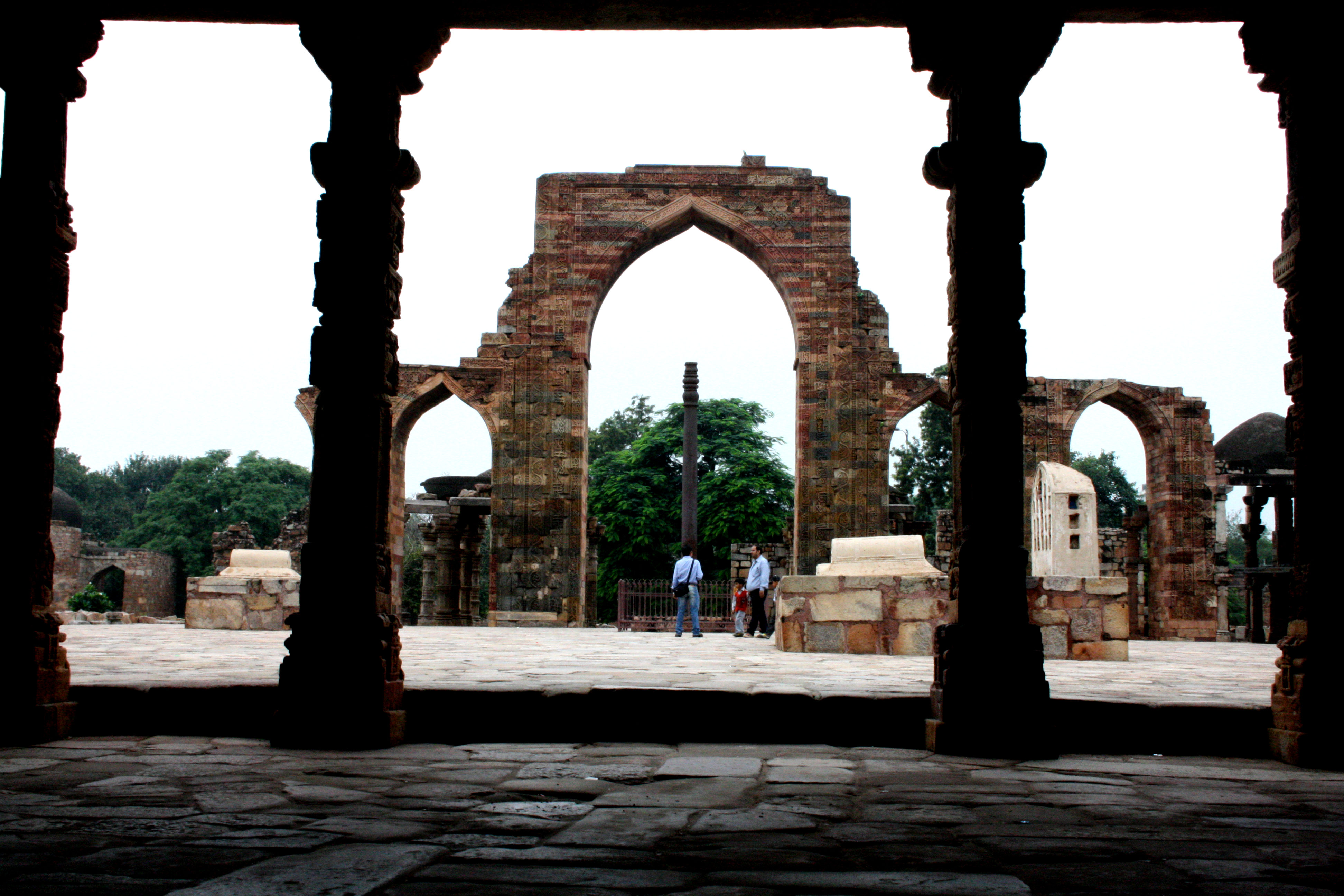
Арки в мечети Кувват уль-Ислам
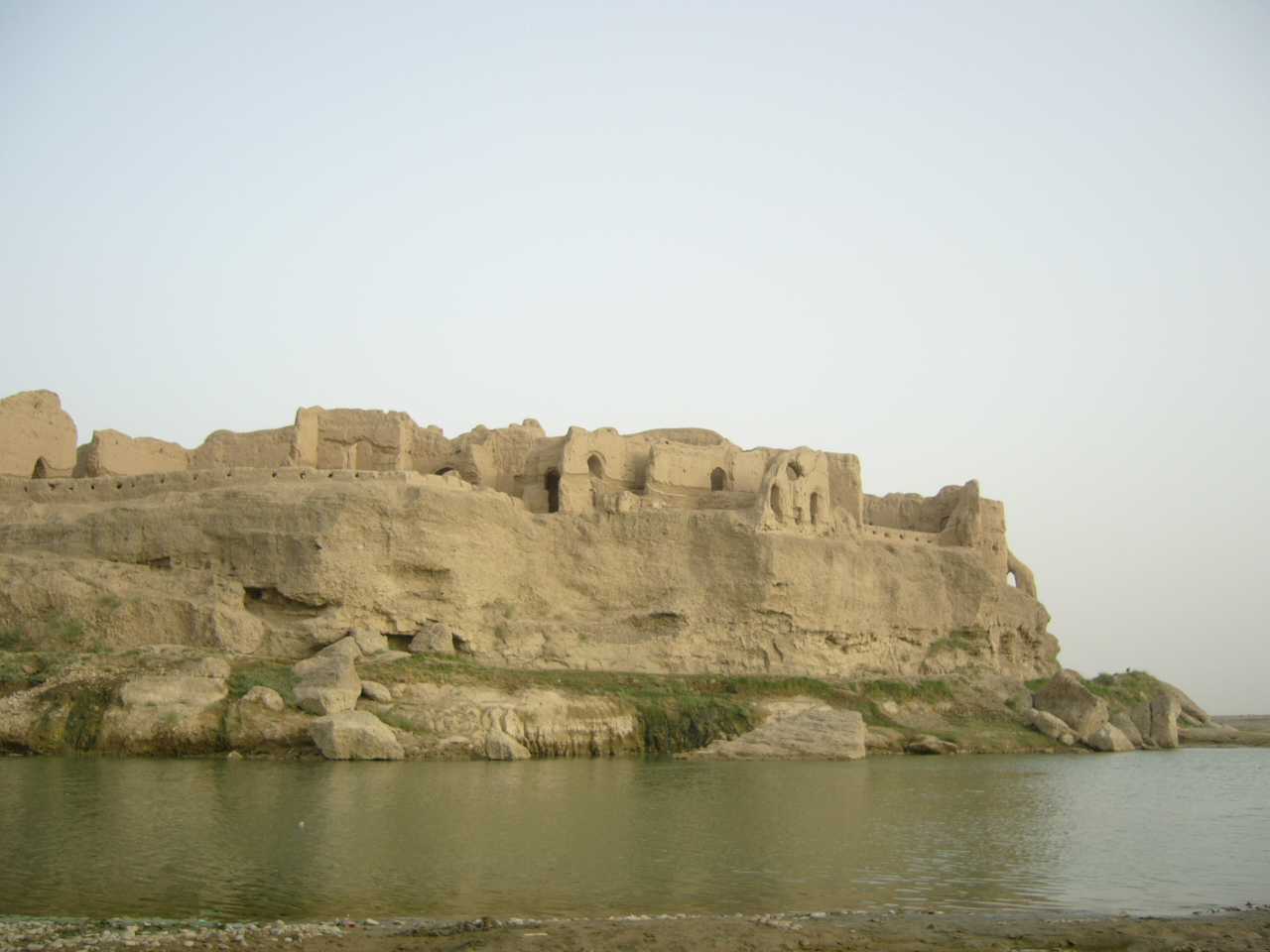
Лашкари Базар
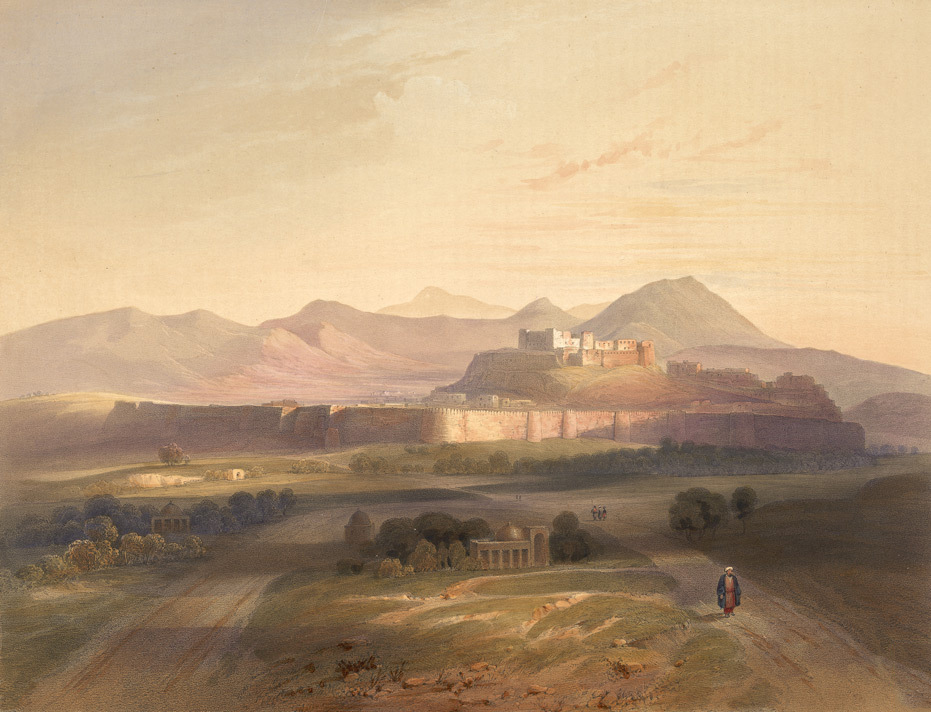
Цитадель Газни (1839—1842)

## Известные личности
- Фахруддин ар-Рази — видный представитель ашаритского калама, толкователь Корана, правовед шафиитского мазхаба, шестой муджаддид.
- Муинуддин Чишти — глава и эпоним суфийского братства Чиштия. Также известен как Гариб Наваз («Благотворитель бедных»).
- Усман Джузджани — персидский историк XIII века, служил при дворе Гуридов в Фирузкухе и Бамиане.
- Фахр-и Мудаббир — персидский историк XII—XIII веков, проживавший в Лахоре.
- Мухаммад Ауфи — персидский учёный, филолог из Бухары, историк.
- Авхад ад-Дин Али ибн Махмуд Анвари — персидский поэт, астроном и астролог.
- Баха ад-Дин Закария[англ.] — суннитский мусульманский ученый, святой и поэт, основавший Сухравардия в средневековой Южной Азии.
- Шамс ад-Дин Сабзвари[англ.] — исмаилитский проповедник, поэт и певец, основатель дарги.
- Маудуд Чишти[англ.] — ранний суфийский проповедник, преемник своего отца и мастера Абу Юсуфа Бин Саамана, двенадцатое звено в суфийской силсилии ордена Чишти.
- Фарид ад-Дин Аттар — суннитский персидский суфийский поэт XII века, автор многочисленных поэм и стихотворений.

## Наследие

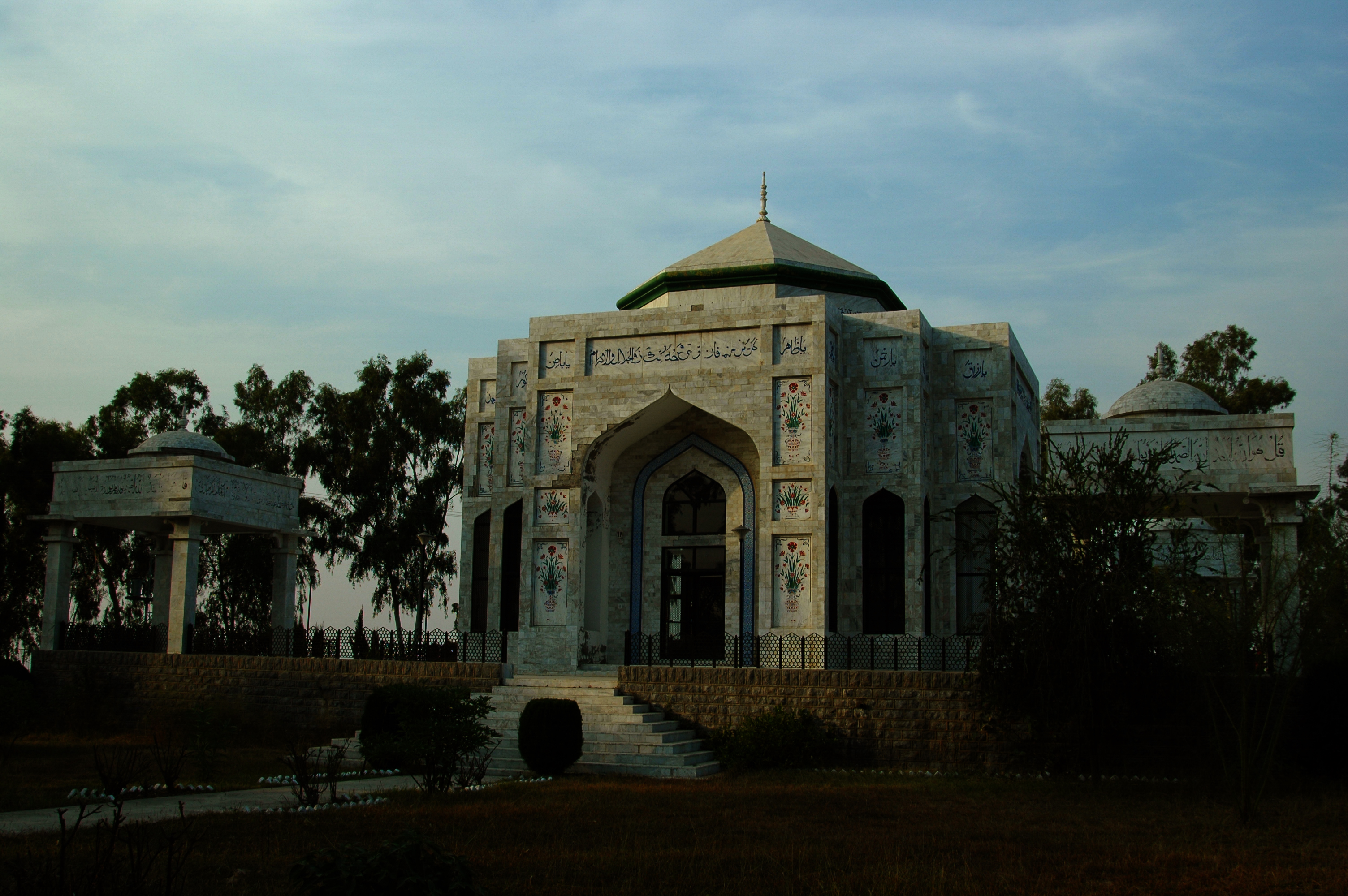
Мавзолей Муиз ад-Дина Мухаммада Гури (Пакистан)

Статуя султана Гийас ад-Дина Мухаммада Гури напротив Национального Музея Таджикистана (Душанбе, Таджикистан)

- Мавзолей Шихаб ад Дина Мухаммада Гури был построен на его могиле в Дхамиаке пакистанским ученым Абдулом Кадыром Ханом в 1994—1995 годах и позже передан Пенджабскому археологическому отделу[27].
- Пакистанские военные назвали три из своих баллистических ракет средней дальности Гаури-I, Гаури-II и Гаури-III, в память о Муиз ад-Дине[28].
- В Душанбе (Таджикистане) стоит статуя напротив Национального Музея Таджикистана посвященная Гийас ад-Дину Мухаммаду Гури.

## Гуридские правители

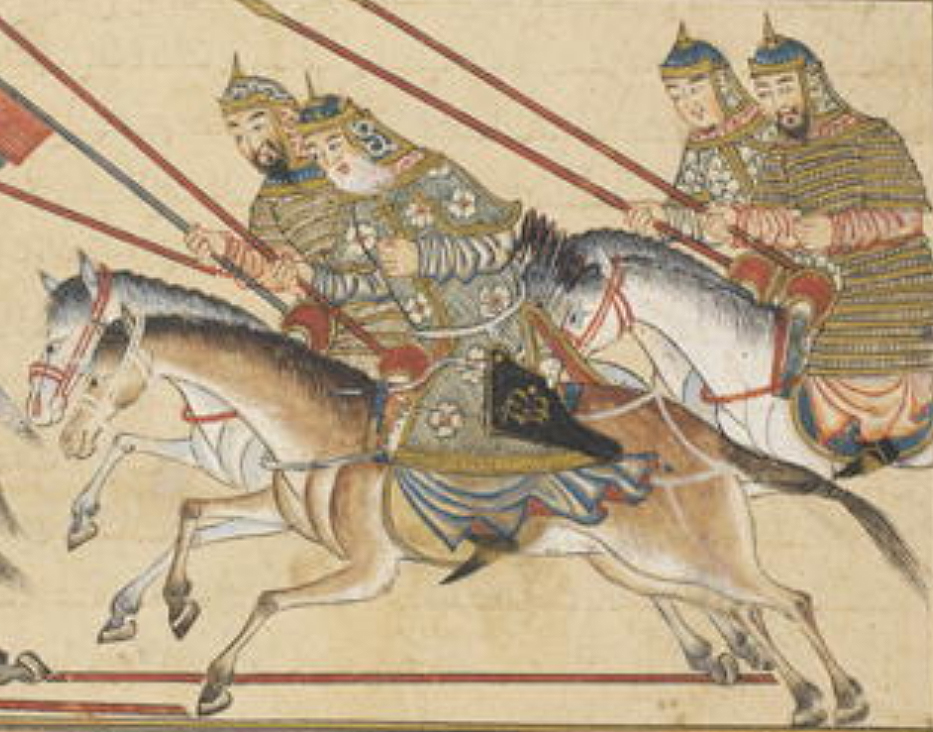
Малик Мухаммад ибн Сури, сын Амира Сури

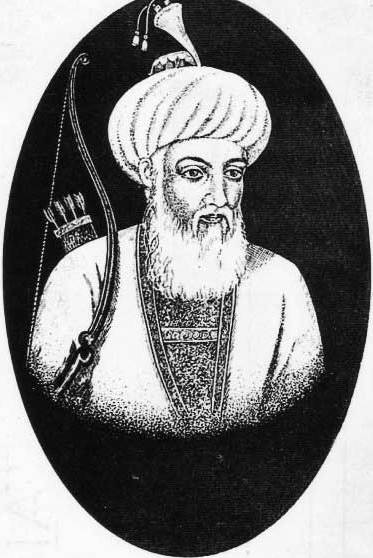
Султан Шихаб-ад-Дин Мухаммад Гури

| Титул правителя                                               | Имя правителя                     | Период правления |
| ------------------------------------------------------------- | --------------------------------- | ---------------- |
|                                                               |                                   |                  |
| Малик امیر سوری‎                                               | Амир Сури ‎                        | 9-век — 10-век   |
| Малик ملک ‎                                                    | Мухаммад ибн Сури ‎                | 10-век — 1011    |
| Период правления под Газнавидами.                             |                                   |                  |
| Малик ملک ‎                                                    | Абу Али ибн Мухаммад ‎             | 1011—1035        |
| Малик ملک ‎                                                    | Аббас ибн Шит ‎                    | 1035—1060        |
| Малик ملک ‎                                                    | Мухаммад ибн Аббас ‎               | 1060—1080        |
| Малик ملک ‎                                                    | Кутб ад-Дин Хасан ‎                | 1080—1100        |
| Период полунезависимости.                                     |                                   |                  |
| Абу-ль-Мульк ابولملک‎                                          | Изз ад-Дин Хусейн                 | 1100—1146        |
| Малик ملک ‎                                                    | Сайф ад-Дин Сури ‎                 | 1146-1149        |
| Малик ملک ‎                                                    | Баха ад-Дин Сам I ‎                | 1149             |
| Малик ملک ‎ Султан аль-Му’аззам سلطان بن معظم‎                  | Ала ад-Дин Хусейн II Джахансуз ‎   | 1149—1161        |
| Период независимости.                                         |                                   |                  |
| Малик ملک ‎                                                    | Сайф ад-Дин Мухаммад Гури ‎        | 1161—1163        |
| Султан Гийас ад-Дин Абу-ль-Фатх Мухаммад Гури سلطان ابوالفتح‎  | Гийас ад-Дин Мухаммад Гури ‎       | 1163—1202        |
| Султан Шихаб ад-Дин Мухаммад Гури سلطان شہاب الدین محمد غوری ‎ | Муиз ад-Дин Мухаммад Гури ‎        | 1202—1206        |
| Период правления под Харезмшахами.                            |                                   |                  |
| Султан سلطان‎                                                  | Гийас ад-Дин Махмуд ибн Мухаммад ‎ | 1206—1212        |
| Султан سلطان‎                                                  | Баха ад-Дин Сам III ‎              | 1212—1213        |
| Султан سلطان‎                                                  | Ала ад-Дин Атсыз Гури ‎            | 1213—1214        |
| Султан سلطان‎                                                  | Ала ад-Дин Али ‎                   | 1214—1215        |
| Завоевание Харезмшахов (1215).                                |                                   |                  |

### Бамианские правители
| Титул правителя                   | Имя правителя          | Период правления |
| --------------------------------- | ---------------------- | ---------------- |
| Период независимости.             |                        |                  |
| Малик ملک ‎                        | Фахр ад-Дин Масуд ‎     | 1152—1163        |
| Малик ملک ‎                        | Шамс ад-Дин ибн Масуд ‎ | 1163—1192        |
| Малик عباس بن محمد‎                | Аббас ибн Мухаммад ‎    | 1192             |
| Малик ملک ‎ Абу-ль-Му’айид ‎        | Баха ад-Дин Сам II ‎    | 1192—1206        |
| Период правления под Харезмшахов. |                        |                  |
| Малик ملک ‎                        | Джалал ад-Дин Али ‎     | 1206—1215        |
| Завоевание Хорезмшахов (1215)     |                        |                  |